# Lista de asteroides (268001-269000)
Esta é uma lista parcial de asteroides, do asteroide número 268001 até o 269000, inclusive. Veja também o índice com todas as listas disponíveis.

| Objeto Próximos à Terra | Cinturão de asteroides (interno) | Cinturão de asteroides (externo) | Centauro       |
| Cruzador de Marte       | Cinturão de asteroides (meio)    | Troianos de Júpiter              | Transnetuniano |

Veja mais dados de cada asteroide na ligação externa para o Minor Planet Center na última coluna.
Índice: 268001... 268101... 268201... 268301... 268401... 268501... 268601... 268701... 268801... 268901... 

## 268001–268100
| Designação            | Designação | Descoberta  | Descoberta       | Descobridor(es)   | Categoria | Mais informações / Referência |
| Permanente            | Provisória | Data        | Local            | Descobridor(es)   | Categoria | Mais informações / Referência |
| --------------------- | ---------- | ----------- | ---------------- | ----------------- | --------- | ----------------------------- |
| 268001                | 2004 JQ14  | 9 mai 2004  | Kitt Peak        | Spacewatch        | —         | MPC                           |
| 268002                | 2004 JY15  | 10 mai 2004 | Palomar          | NEAT              | —         | MPC                           |
| 268003                | 2004 JQ23  | 13 mai 2004 | Palomar          | NEAT              | —         | MPC                           |
| 268004                | 2004 JH24  | 15 mai 2004 | Socorro          | LINEAR            | —         | MPC                           |
| 268005                | 2004 JT28  | 13 mai 2004 | Anderson Mesa    | LONEOS            | —         | MPC                           |
| 268006                | 2004 JU29  | 15 mai 2004 | Socorro          | LINEAR            | —         | MPC                           |
| 268007                | 2004 JJ41  | 15 mai 2004 | Socorro          | LINEAR            | —         | MPC                           |
| 268008                | 2004 JK41  | 15 mai 2004 | Socorro          | LINEAR            | —         | MPC                           |
| 268009                | 2004 JV48  | 13 mai 2004 | Anderson Mesa    | LONEOS            | —         | MPC                           |
| 268010                | 2004 KH4   | 16 mai 2004 | Siding Spring    | SSS               | Mitidika  | MPC                           |
| 268011                | 2004 KX5   | 17 mai 2004 | Socorro          | LINEAR            | —         | MPC                           |
| 268012                | 2004 LL    | 6 jun 2004  | Palomar          | NEAT              | —         | MPC                           |
| 268013                | 2004 MF7   | 24 jun 2004 | Campo Imperatore | CINEOS            | —         | MPC                           |
| 268014                | 2004 NR    | 6 jul 2004  | Campo Imperatore | CINEOS            | —         | MPC                           |
| 268015                | 2004 NR7   | 14 jul 2004 | Socorro          | LINEAR            | —         | MPC                           |
| 268016                | 2004 NC8   | 11 jul 2004 | Socorro          | LINEAR            | —         | MPC                           |
| 268017                | 2004 NO10  | 9 jul 2004  | Socorro          | LINEAR            | —         | MPC                           |
| 268018                | 2004 NU12  | 11 jul 2004 | Socorro          | LINEAR            | —         | MPC                           |
| 268019                | 2004 NC15  | 11 jul 2004 | Socorro          | LINEAR            | —         | MPC                           |
| 268020                | 2004 NV21  | 15 jul 2004 | Socorro          | LINEAR            | —         | MPC                           |
| 268021                | 2004 NU24  | 15 jul 2004 | Socorro          | LINEAR            | Phocaea   | MPC                           |
| 268022                | 2004 NL26  | 11 jul 2004 | Socorro          | LINEAR            | —         | MPC                           |
| 268023                | 2004 NA28  | 11 jul 2004 | Socorro          | LINEAR            | —         | MPC                           |
| 268024                | 2004 NP30  | 9 jul 2004  | Anderson Mesa    | LONEOS            | —         | MPC                           |
| 268025                | 2004 NS32  | 15 jul 2004 | Socorro          | LINEAR            | —         | MPC                           |
| 268026                | 2004 NF33  | 12 jul 2004 | Palomar          | NEAT              | —         | MPC                           |
| 268027                | 2004 OJ5   | 16 jul 2004 | Socorro          | LINEAR            | —         | MPC                           |
| 268028                | 2004 OD11  | 25 jul 2004 | Anderson Mesa    | LONEOS            | —         | MPC                           |
| 268029                | 2004 PB5   | 6 ago 2004  | Palomar          | NEAT              | —         | MPC                           |
| 268030                | 2004 PE9   | 6 ago 2004  | Palomar          | NEAT              | —         | MPC                           |
| 268031                | 2004 PL13  | 7 ago 2004  | Palomar          | NEAT              | —         | MPC                           |
| 268032                | 2004 PL16  | 7 ago 2004  | Palomar          | NEAT              | —         | MPC                           |
| 268033                | 2004 PT19  | 8 ago 2004  | Anderson Mesa    | LONEOS            | —         | MPC                           |
| 268034                | 2004 PQ36  | 9 ago 2004  | Socorro          | LINEAR            | —         | MPC                           |
| 268035                | 2004 PF40  | 9 ago 2004  | Socorro          | LINEAR            | —         | MPC                           |
| 268036                | 2004 PS68  | 7 ago 2004  | Campo Imperatore | CINEOS            | —         | MPC                           |
| 268037                | 2004 PL75  | 8 ago 2004  | Anderson Mesa    | LONEOS            | Juno      | MPC                           |
| 268038                | 2004 PZ88  | 8 ago 2004  | Anderson Mesa    | LONEOS            | —         | MPC                           |
| 268039                | 2004 PD91  | 11 ago 2004 | Socorro          | LINEAR            | —         | MPC                           |
| 268040                | 2004 PJ94  | 10 ago 2004 | Socorro          | LINEAR            | —         | MPC                           |
| 268041                | 2004 PY105 | 15 ago 2004 | Siding Spring    | SSS               | —         | MPC                           |
| 268042                | 2004 QX    | 16 ago 2004 | Palomar          | NEAT              | —         | MPC                           |
| 268043                | 2004 QM3   | 17 ago 2004 | Socorro          | LINEAR            | —         | MPC                           |
| 268044                | 2004 QS4   | 21 ago 2004 | Siding Spring    | SSS               | —         | MPC                           |
| 268045                | 2004 QZ9   | 21 ago 2004 | Siding Spring    | SSS               | —         | MPC                           |
| 268046                | 2004 QJ11  | 21 ago 2004 | Siding Spring    | SSS               | —         | MPC                           |
| 268047                | 2004 QM21  | 23 ago 2004 | Kitt Peak        | Spacewatch        | —         | MPC                           |
| 268048                | 2004 QZ21  | 26 ago 2004 | Catalina         | CSS               | —         | MPC                           |
| 268049                | 2004 QK24  | 26 ago 2004 | Goodricke-Pigott | R. A. Tucker      | Eos       | MPC                           |
| 268050                | 2004 QZ24  | 24 ago 2004 | Siding Spring    | SSS               | —         | MPC                           |
| 268051                | 2004 QZ28  | 21 ago 2004 | Siding Spring    | SSS               | —         | MPC                           |
| 268052                | 2004 RH    | 2 set 2004  | Kleť             | Kleť Obs.         | —         | MPC                           |
| 268053                | 2004 RV1   | 5 set 2004  | Kleť             | Kleť Obs.         | —         | MPC                           |
| 268054                | 2004 RV18  | 7 set 2004  | Kitt Peak        | Spacewatch        | —         | MPC                           |
| 268055                | 2004 RO19  | 7 set 2004  | Kitt Peak        | Spacewatch        | —         | MPC                           |
| 268056                | 2004 RS19  | 7 set 2004  | Kitt Peak        | Spacewatch        | —         | MPC                           |
| 268057 Michaelkaschke | 2004 RQ24  | 8 set 2004  | Kleť             | KLENOT            | —         | MPC                           |
| 268058                | 2004 RA32  | 7 set 2004  | Socorro          | LINEAR            | —         | MPC                           |
| 268059                | 2004 RO32  | 7 set 2004  | Socorro          | LINEAR            | —         | MPC                           |
| 268060                | 2004 RH45  | 8 set 2004  | Socorro          | LINEAR            | —         | MPC                           |
| 268061                | 2004 RP47  | 8 set 2004  | Socorro          | LINEAR            | —         | MPC                           |
| 268062                | 2004 RS48  | 8 set 2004  | Socorro          | LINEAR            | —         | MPC                           |
| 268063                | 2004 RP50  | 8 set 2004  | Socorro          | LINEAR            | —         | MPC                           |
| 268064                | 2004 RZ50  | 8 set 2004  | Socorro          | LINEAR            | —         | MPC                           |
| 268065                | 2004 RA53  | 8 set 2004  | Socorro          | LINEAR            | —         | MPC                           |
| 268066                | 2004 RP59  | 8 set 2004  | Socorro          | LINEAR            | Phocaea   | MPC                           |
| 268067                | 2004 RG63  | 8 set 2004  | Socorro          | LINEAR            | —         | MPC                           |
| 268068                | 2004 RM64  | 8 set 2004  | Socorro          | LINEAR            | —         | MPC                           |
| 268069                | 2004 RG65  | 8 set 2004  | Socorro          | LINEAR            | —         | MPC                           |
| 268070                | 2004 RH69  | 8 set 2004  | Socorro          | LINEAR            | —         | MPC                           |
| 268071                | 2004 RW69  | 8 set 2004  | Socorro          | LINEAR            | —         | MPC                           |
| 268072                | 2004 RF73  | 8 set 2004  | Socorro          | LINEAR            | —         | MPC                           |
| 268073                | 2004 RL78  | 8 set 2004  | Socorro          | LINEAR            | —         | MPC                           |
| 268074                | 2004 RR81  | 8 set 2004  | Socorro          | LINEAR            | —         | MPC                           |
| 268075                | 2004 RU85  | 6 set 2004  | Siding Spring    | SSS               | —         | MPC                           |
| 268076                | 2004 RF89  | 8 set 2004  | Socorro          | LINEAR            | —         | MPC                           |
| 268077                | 2004 RF104 | 8 set 2004  | Palomar          | NEAT              | —         | MPC                           |
| 268078                | 2004 RH108 | 9 set 2004  | Kitt Peak        | Spacewatch        | —         | MPC                           |
| 268079                | 2004 RP110 | 11 set 2004 | Socorro          | LINEAR            | —         | MPC                           |
| 268080                | 2004 RB130 | 7 set 2004  | Kitt Peak        | Spacewatch        | Themis    | MPC                           |
| 268081                | 2004 RV135 | 7 set 2004  | Kitt Peak        | Spacewatch        | —         | MPC                           |
| 268082                | 2004 RL139 | 8 set 2004  | Socorro          | LINEAR            | —         | MPC                           |
| 268083                | 2004 RB147 | 9 set 2004  | Socorro          | LINEAR            | —         | MPC                           |
| 268084                | 2004 RZ148 | 9 set 2004  | Socorro          | LINEAR            | —         | MPC                           |
| 268085                | 2004 RS150 | 9 set 2004  | Socorro          | LINEAR            | —         | MPC                           |
| 268086                | 2004 RD158 | 10 set 2004 | Socorro          | LINEAR            | Phocaea   | MPC                           |
| 268087                | 2004 RL160 | 10 set 2004 | Socorro          | LINEAR            | Eos       | MPC                           |
| 268088                | 2004 RX182 | 10 set 2004 | Socorro          | LINEAR            | Eos       | MPC                           |
| 268089                | 2004 RV219 | 11 set 2004 | Socorro          | LINEAR            | —         | MPC                           |
| 268090                | 2004 RF229 | 9 set 2004  | Kitt Peak        | Spacewatch        | —         | MPC                           |
| 268091                | 2004 RK231 | 9 set 2004  | Kitt Peak        | Spacewatch        | —         | MPC                           |
| 268092                | 2004 RU233 | 9 set 2004  | Kitt Peak        | Spacewatch        | —         | MPC                           |
| 268093                | 2004 RD256 | 7 set 2004  | Socorro          | LINEAR            | —         | MPC                           |
| 268094                | 2004 RU256 | 9 set 2004  | Socorro          | LINEAR            | —         | MPC                           |
| 268095                | 2004 RJ257 | 9 set 2004  | Apache Point     | Apache Point Obs. | —         | MPC                           |
| 268096                | 2004 RY257 | 10 set 2004 | Socorro          | LINEAR            | Phocaea   | MPC                           |
| 268097                | 2004 RM258 | 10 set 2004 | Kitt Peak        | Spacewatch        | —         | MPC                           |
| 268098                | 2004 RH289 | 15 set 2004 | Socorro          | LINEAR            | —         | MPC                           |
| 268099                | 2004 RU307 | 13 set 2004 | Socorro          | LINEAR            | —         | MPC                           |
| 268100                | 2004 RK310 | 13 set 2004 | Palomar          | NEAT              | —         | MPC                           |

## 268101–268200
| Designação             | Designação | Descoberta  | Descoberta        | Descobridor(es)                 | Categoria | Mais informações / Referência |
| Permanente             | Provisória | Data        | Local             | Descobridor(es)                 | Categoria | Mais informações / Referência |
| ---------------------- | ---------- | ----------- | ----------------- | ------------------------------- | --------- | ----------------------------- |
| 268101                 | 2004 RA321 | 13 set 2004 | Socorro           | LINEAR                          | —         | MPC                           |
| 268102                 | 2004 RQ337 | 15 set 2004 | Kitt Peak         | Spacewatch                      | —         | MPC                           |
| 268103                 | 2004 RA342 | 9 set 2004  | Socorro           | LINEAR                          | —         | MPC                           |
| 268104                 | 2004 RX343 | 8 set 2004  | Palomar           | NEAT                            | —         | MPC                           |
| 268105                 | 2004 RJ355 | 11 set 2004 | Kitt Peak         | Spacewatch                      | —         | MPC                           |
| 268106                 | 2004 SG4   | 17 set 2004 | Kitt Peak         | Spacewatch                      | Phocaea   | MPC                           |
| 268107                 | 2004 SL11  | 16 set 2004 | Siding Spring     | SSS                             | —         | MPC                           |
| 268108                 | 2004 SC23  | 17 set 2004 | Kitt Peak         | Spacewatch                      | —         | MPC                           |
| 268109                 | 2004 SP27  | 16 set 2004 | Kitt Peak         | Spacewatch                      | —         | MPC                           |
| 268110                 | 2004 SC55  | 22 set 2004 | Socorro           | LINEAR                          | —         | MPC                           |
| 268111                 | 2004 SW56  | 16 set 2004 | Anderson Mesa     | LONEOS                          | —         | MPC                           |
| 268112                 | 2004 SW61  | 17 set 2004 | Bergisch Gladbach | W. Bickel                       | —         | MPC                           |
| 268113                 | 2004 TG1   | 3 out 2004  | Goodricke-Pigott  | R. A. Tucker                    | —         | MPC                           |
| 268114                 | 2004 TM8   | 5 out 2004  | Anderson Mesa     | LONEOS                          | Juno      | MPC                           |
| 268115 Williamalbrecht | 2004 TK9   | 7 out 2004  | Sonoita           | W. R. Cooney Jr., J. Gross      | Eos       | MPC                           |
| 268116                 | 2004 TL12  | 6 out 2004  | Palomar           | NEAT                            | Phocaea   | MPC                           |
| 268117                 | 2004 TW13  | 4 out 2004  | Apache Point      | J. C. Barentine, G. A. Esquerdo | —         | MPC                           |
| 268118                 | 2004 TL22  | 4 out 2004  | Kitt Peak         | Spacewatch                      | —         | MPC                           |
| 268119                 | 2004 TN23  | 4 out 2004  | Kitt Peak         | Spacewatch                      | —         | MPC                           |
| 268120                 | 2004 TQ24  | 4 out 2004  | Kitt Peak         | Spacewatch                      | —         | MPC                           |
| 268121                 | 2004 TZ31  | 4 out 2004  | Kitt Peak         | Spacewatch                      | —         | MPC                           |
| 268122                 | 2004 TJ50  | 4 out 2004  | Kitt Peak         | Spacewatch                      | —         | MPC                           |
| 268123                 | 2004 TV64  | 5 out 2004  | Kitt Peak         | Spacewatch                      | —         | MPC                           |
| 268124                 | 2004 TG69  | 5 out 2004  | Anderson Mesa     | LONEOS                          | —         | MPC                           |
| 268125                 | 2004 TM85  | 5 out 2004  | Kitt Peak         | Spacewatch                      | —         | MPC                           |
| 268126                 | 2004 TW85  | 5 out 2004  | Kitt Peak         | Spacewatch                      | —         | MPC                           |
| 268127                 | 2004 TH93  | 5 out 2004  | Kitt Peak         | Spacewatch                      | —         | MPC                           |
| 268128                 | 2004 TJ94  | 5 out 2004  | Kitt Peak         | Spacewatch                      | —         | MPC                           |
| 268129                 | 2004 TM94  | 5 out 2004  | Kitt Peak         | Spacewatch                      | —         | MPC                           |
| 268130                 | 2004 TB109 | 7 out 2004  | Socorro           | LINEAR                          | —         | MPC                           |
| 268131                 | 2004 TX117 | 5 out 2004  | Anderson Mesa     | LONEOS                          | —         | MPC                           |
| 268132                 | 2004 TO118 | 5 out 2004  | Palomar           | NEAT                            | —         | MPC                           |
| 268133                 | 2004 TZ121 | 7 out 2004  | Anderson Mesa     | LONEOS                          | —         | MPC                           |
| 268134                 | 2004 TS126 | 7 out 2004  | Socorro           | LINEAR                          | —         | MPC                           |
| 268135                 | 2004 TR147 | 6 out 2004  | Kitt Peak         | Spacewatch                      | Maria     | MPC                           |
| 268136                 | 2004 TY150 | 6 out 2004  | Kitt Peak         | Spacewatch                      | Themis    | MPC                           |
| 268137                 | 2004 TX151 | 6 out 2004  | Kitt Peak         | Spacewatch                      | —         | MPC                           |
| 268138                 | 2004 TO158 | 6 out 2004  | Kitt Peak         | Spacewatch                      | —         | MPC                           |
| 268139                 | 2004 TY177 | 7 out 2004  | Kitt Peak         | Spacewatch                      | —         | MPC                           |
| 268140                 | 2004 TD199 | 7 out 2004  | Kitt Peak         | Spacewatch                      | —         | MPC                           |
| 268141                 | 2004 TL209 | 8 out 2004  | Kitt Peak         | Spacewatch                      | —         | MPC                           |
| 268142                 | 2004 TN219 | 5 out 2004  | Kitt Peak         | Spacewatch                      | —         | MPC                           |
| 268143                 | 2004 TQ224 | 8 out 2004  | Kitt Peak         | Spacewatch                      | —         | MPC                           |
| 268144                 | 2004 TB225 | 8 out 2004  | Kitt Peak         | Spacewatch                      | —         | MPC                           |
| 268145                 | 2004 TX225 | 8 out 2004  | Kitt Peak         | Spacewatch                      | —         | MPC                           |
| 268146                 | 2004 TJ239 | 9 out 2004  | Kitt Peak         | Spacewatch                      | Maria     | MPC                           |
| 268147                 | 2004 TD244 | 7 out 2004  | Anderson Mesa     | LONEOS                          | —         | MPC                           |
| 268148                 | 2004 TY249 | 7 out 2004  | Anderson Mesa     | LONEOS                          | —         | MPC                           |
| 268149                 | 2004 TJ254 | 9 out 2004  | Kitt Peak         | Spacewatch                      | —         | MPC                           |
| 268150                 | 2004 TS278 | 9 out 2004  | Kitt Peak         | Spacewatch                      | —         | MPC                           |
| 268151                 | 2004 TT285 | 8 out 2004  | Socorro           | LINEAR                          | —         | MPC                           |
| 268152                 | 2004 TJ301 | 8 out 2004  | Socorro           | LINEAR                          | Eos       | MPC                           |
| 268153                 | 2004 TW323 | 11 out 2004 | Kitt Peak         | Spacewatch                      | —         | MPC                           |
| 268154                 | 2004 TW332 | 9 out 2004  | Kitt Peak         | Spacewatch                      | Themis    | MPC                           |
| 268155                 | 2004 TO333 | 9 out 2004  | Kitt Peak         | Spacewatch                      | —         | MPC                           |
| 268156                 | 2004 TF334 | 9 out 2004  | Kitt Peak         | Spacewatch                      | Themis    | MPC                           |
| 268157                 | 2004 TD351 | 10 out 2004 | Kitt Peak         | Spacewatch                      | —         | MPC                           |
| 268158                 | 2004 TR355 | 7 out 2004  | Socorro           | LINEAR                          | —         | MPC                           |
| 268159                 | 2004 TE356 | 10 out 2004 | Palomar           | NEAT                            | —         | MPC                           |
| 268160                 | 2004 TN357 | 6 out 2004  | Kitt Peak         | Spacewatch                      | —         | MPC                           |
| 268161                 | 2004 TS358 | 5 out 2004  | Kitt Peak         | Spacewatch                      | —         | MPC                           |
| 268162                 | 2004 UF8   | 21 out 2004 | Socorro           | LINEAR                          | —         | MPC                           |
| 268163                 | 2004 VB1   | 4 nov 2004  | Desert Eagle      | W. K. Y. Yeung                  | —         | MPC                           |
| 268164                 | 2004 VC8   | 3 nov 2004  | Kitt Peak         | Spacewatch                      | —         | MPC                           |
| 268165                 | 2004 VA12  | 3 nov 2004  | Palomar           | NEAT                            | —         | MPC                           |
| 268166                 | 2004 VN26  | 4 nov 2004  | Catalina          | CSS                             | —         | MPC                           |
| 268167                 | 2004 VB55  | 10 nov 2004 | Desert Eagle      | W. K. Y. Yeung                  | —         | MPC                           |
| 268168                 | 2004 VR61  | 5 nov 2004  | Palomar           | NEAT                            | —         | MPC                           |
| 268169                 | 2004 VP72  | 9 nov 2004  | Catalina          | CSS                             | Eos       | MPC                           |
| 268170                 | 2004 WK4   | 17 nov 2004 | Campo Imperatore  | CINEOS                          | —         | MPC                           |
| 268171                 | 2004 WF5   | 18 nov 2004 | Socorro           | LINEAR                          | —         | MPC                           |
| 268172                 | 2004 XN17  | 3 dez 2004  | Kitt Peak         | Spacewatch                      | —         | MPC                           |
| 268173                 | 2004 XS20  | 8 dez 2004  | Socorro           | LINEAR                          | —         | MPC                           |
| 268174                 | 2004 XN31  | 9 dez 2004  | Catalina          | CSS                             | —         | MPC                           |
| 268175                 | 2004 XO34  | 11 dez 2004 | Kitt Peak         | Spacewatch                      | —         | MPC                           |
| 268176                 | 2004 XO53  | 10 dez 2004 | Kitt Peak         | Spacewatch                      | —         | MPC                           |
| 268177                 | 2004 XF59  | 10 dez 2004 | Kitt Peak         | Spacewatch                      | —         | MPC                           |
| 268178                 | 2004 XW67  | 3 dez 2004  | Kitt Peak         | Spacewatch                      | —         | MPC                           |
| 268179                 | 2004 XE89  | 10 dez 2004 | Campo Imperatore  | CINEOS                          | —         | MPC                           |
| 268180                 | 2004 XK92  | 11 dez 2004 | Socorro           | LINEAR                          | —         | MPC                           |
| 268181                 | 2004 XU99  | 12 dez 2004 | Kitt Peak         | Spacewatch                      | —         | MPC                           |
| 268182                 | 2004 XE133 | 14 dez 2004 | Kitt Peak         | Spacewatch                      | Brangane  | MPC                           |
| 268183                 | 2004 XQ137 | 4 dez 2004  | Anderson Mesa     | LONEOS                          | —         | MPC                           |
| 268184                 | 2004 XL146 | 14 dez 2004 | Socorro           | LINEAR                          | —         | MPC                           |
| 268185                 | 2004 XC147 | 15 dez 2004 | Socorro           | LINEAR                          | —         | MPC                           |
| 268186                 | 2004 XF179 | 14 dez 2004 | Campo Imperatore  | CINEOS                          | —         | MPC                           |
| 268187                 | 2004 YR4   | 17 dez 2004 | Socorro           | LINEAR                          | —         | MPC                           |
| 268188                 | 2004 YB6   | 16 dez 2004 | Kitt Peak         | Spacewatch                      | —         | MPC                           |
| 268189                 | 2004 YP22  | 18 dez 2004 | Mount Lemmon      | Mount Lemmon Survey             | —         | MPC                           |
| 268190                 | 2004 YT22  | 18 dez 2004 | Mount Lemmon      | Mount Lemmon Survey             | —         | MPC                           |
| 268191                 | 2005 AQ7   | 6 jan 2005  | Catalina          | CSS                             | —         | MPC                           |
| 268192                 | 2005 AU18  | 8 jan 2005  | Campo Imperatore  | CINEOS                          | —         | MPC                           |
| 268193                 | 2005 AF19  | 8 jan 2005  | Socorro           | LINEAR                          | —         | MPC                           |
| 268194                 | 2005 AC30  | 9 jan 2005  | Catalina          | CSS                             | —         | MPC                           |
| 268195                 | 2005 AU34  | 13 jan 2005 | Kitt Peak         | Spacewatch                      | Maria     | MPC                           |
| 268196                 | 2005 AB35  | 13 jan 2005 | Socorro           | LINEAR                          | —         | MPC                           |
| 268197                 | 2005 AH36  | 13 jan 2005 | Socorro           | LINEAR                          | —         | MPC                           |
| 268198                 | 2005 AD38  | 13 jan 2005 | Catalina          | CSS                             | —         | MPC                           |
| 268199                 | 2005 AL40  | 15 jan 2005 | Socorro           | LINEAR                          | —         | MPC                           |
| 268200                 | 2005 AD45  | 15 jan 2005 | Kitt Peak         | Spacewatch                      | —         | MPC                           |

## 268201–268300
| Designação    | Designação | Descoberta  | Descoberta    | Descobridor(es)     | Categoria | Mais informações / Referência |
| Permanente    | Provisória | Data        | Local         | Descobridor(es)     | Categoria | Mais informações / Referência |
| ------------- | ---------- | ----------- | ------------- | ------------------- | --------- | ----------------------------- |
| 268201        | 2005 AK45  | 15 jan 2005 | Socorro       | LINEAR              | —         | MPC                           |
| 268202        | 2005 AS59  | 15 jan 2005 | Kitt Peak     | Spacewatch          | —         | MPC                           |
| 268203        | 2005 AK65  | 13 jan 2005 | Kitt Peak     | Spacewatch          | —         | MPC                           |
| 268204        | 2005 AG74  | 15 jan 2005 | Kitt Peak     | Spacewatch          | —         | MPC                           |
| 268205        | 2005 AY81  | 7 jan 2005  | Catalina      | CSS                 | —         | MPC                           |
| 268206        | 2005 BF11  | 16 jan 2005 | Kitt Peak     | Spacewatch          | —         | MPC                           |
| 268207        | 2005 BY16  | 16 jan 2005 | Socorro       | LINEAR              | —         | MPC                           |
| 268208        | 2005 BR17  | 16 jan 2005 | Kitt Peak     | Spacewatch          | —         | MPC                           |
| 268209        | 2005 BO21  | 16 jan 2005 | Kitt Peak     | Spacewatch          | —         | MPC                           |
| 268210        | 2005 BP23  | 16 jan 2005 | Kitt Peak     | Spacewatch          | —         | MPC                           |
| 268211        | 2005 BL48  | 17 jan 2005 | Kitt Peak     | Spacewatch          | —         | MPC                           |
| 268212        | 2005 BQ49  | 17 jan 2005 | Kitt Peak     | Spacewatch          | —         | MPC                           |
| 268213        | 2005 CY    | 1 fev 2005  | Catalina      | CSS                 | —         | MPC                           |
| 268214        | 2005 CY8   | 1 fev 2005  | Catalina      | CSS                 | Ursula    | MPC                           |
| 268215        | 2005 CG20  | 2 fev 2005  | Catalina      | CSS                 | —         | MPC                           |
| 268216        | 2005 CF32  | 1 fev 2005  | Kitt Peak     | Spacewatch          | Ursula    | MPC                           |
| 268217        | 2005 CR39  | 7 fev 2005  | Altschwendt   | Altschwendt Obs.    | —         | MPC                           |
| 268218        | 2005 CX39  | 4 fev 2005  | Kitt Peak     | Spacewatch          | —         | MPC                           |
| 268219        | 2005 CK46  | 2 fev 2005  | Kitt Peak     | Spacewatch          | —         | MPC                           |
| 268220        | 2005 CO67  | 1 fev 2005  | Catalina      | CSS                 | —         | MPC                           |
| 268221        | 2005 CD68  | 2 fev 2005  | Catalina      | CSS                 | —         | MPC                           |
| 268222        | 2005 CZ73  | 1 fev 2005  | Kitt Peak     | Spacewatch          | —         | MPC                           |
| 268223        | 2005 EE3   | 1 mar 2005  | Kitt Peak     | Spacewatch          | —         | MPC                           |
| 268224        | 2005 ET13  | 3 mar 2005  | Kitt Peak     | Spacewatch          | Ursula    | MPC                           |
| 268225        | 2005 EF22  | 3 mar 2005  | Catalina      | CSS                 | —         | MPC                           |
| 268226        | 2005 EF24  | 3 mar 2005  | Catalina      | CSS                 | —         | MPC                           |
| 268227        | 2005 ED30  | 4 mar 2005  | Gnosca        | S. Sposetti         | Ursula    | MPC                           |
| 268228        | 2005 ES43  | 3 mar 2005  | Kitt Peak     | Spacewatch          | —         | MPC                           |
| 268229        | 2005 EY50  | 3 mar 2005  | Catalina      | CSS                 | —         | MPC                           |
| 268230        | 2005 EL72  | 2 mar 2005  | Catalina      | CSS                 | —         | MPC                           |
| 268231        | 2005 EO89  | 8 mar 2005  | Socorro       | LINEAR              | —         | MPC                           |
| 268232        | 2005 EH136 | 9 mar 2005  | Anderson Mesa | LONEOS              | —         | MPC                           |
| 268233        | 2005 EQ170 | 7 mar 2005  | Socorro       | LINEAR              | —         | MPC                           |
| 268234        | 2005 EA220 | 10 mar 2005 | Siding Spring | SSS                 | —         | MPC                           |
| 268235        | 2005 ER223 | 12 mar 2005 | Kitt Peak     | Spacewatch          | —         | MPC                           |
| 268236        | 2005 EA228 | 10 mar 2005 | Mount Lemmon  | Mount Lemmon Survey | —         | MPC                           |
| 268237        | 2005 GQ50  | 5 abr 2005  | Kitt Peak     | Spacewatch          | —         | MPC                           |
| 268238        | 2005 GA63  | 2 abr 2005  | Mount Lemmon  | Mount Lemmon Survey | Ursula    | MPC                           |
| 268239        | 2005 GT107 | 10 abr 2005 | Mount Lemmon  | Mount Lemmon Survey | —         | MPC                           |
| 268240        | 2005 GW181 | 12 abr 2005 | Kitt Peak     | Spacewatch          | —         | MPC                           |
| 268241        | 2005 HC6   | 30 abr 2005 | Kitt Peak     | Spacewatch          | —         | MPC                           |
| 268242 Pebble | 2005 JW1   | 4 mai 2005  | Haleakalā     | J. Bedient          | —         | MPC                           |
| 268243        | 2005 JH117 | 10 mai 2005 | Kitt Peak     | Spacewatch          | —         | MPC                           |
| 268244        | 2005 JP143 | 15 mai 2005 | Mount Lemmon  | Mount Lemmon Survey | —         | MPC                           |
| 268245        | 2005 LR41  | 12 jun 2005 | Kitt Peak     | Spacewatch          | —         | MPC                           |
| 268246        | 2005 MQ2   | 17 jun 2005 | Mount Lemmon  | Mount Lemmon Survey | —         | MPC                           |
| 268247        | 2005 MT5   | 27 jun 2005 | Kitt Peak     | Spacewatch          | —         | MPC                           |
| 268248        | 2005 MU18  | 28 jun 2005 | Palomar       | NEAT                | —         | MPC                           |
| 268249        | 2005 ML20  | 30 jun 2005 | Kitt Peak     | Spacewatch          | —         | MPC                           |
| 268250        | 2005 MS20  | 30 jun 2005 | Kitt Peak     | Spacewatch          | —         | MPC                           |
| 268251        | 2005 MF24  | 28 jun 2005 | Kitt Peak     | Spacewatch          | —         | MPC                           |
| 268252        | 2005 MD27  | 29 jun 2005 | Kitt Peak     | Spacewatch          | —         | MPC                           |
| 268253        | 2005 MT33  | 29 jun 2005 | Kitt Peak     | Spacewatch          | —         | MPC                           |
| 268254        | 2005 MO41  | 30 jun 2005 | Kitt Peak     | Spacewatch          | —         | MPC                           |
| 268255        | 2005 NJ10  | 3 jul 2005  | Mount Lemmon  | Mount Lemmon Survey | —         | MPC                           |
| 268256        | 2005 NO19  | 5 jul 2005  | Mount Lemmon  | Mount Lemmon Survey | Mitidika  | MPC                           |
| 268257        | 2005 NA21  | 6 jul 2005  | Reedy Creek   | J. Broughton        | —         | MPC                           |
| 268258        | 2005 NN35  | 5 jul 2005  | Kitt Peak     | Spacewatch          | —         | MPC                           |
| 268259        | 2005 NG43  | 5 jul 2005  | Palomar       | NEAT                | —         | MPC                           |
| 268260        | 2005 NJ49  | 10 jul 2005 | Jarnac        | Jarnac Obs.         | —         | MPC                           |
| 268261        | 2005 NS60  | 10 jul 2005 | Kitt Peak     | Spacewatch          | —         | MPC                           |
| 268262        | 2005 NM85  | 3 jul 2005  | Mount Lemmon  | Mount Lemmon Survey | Mitidika  | MPC                           |
| 268263        | 2005 NE123 | 6 jul 2005  | Siding Spring | SSS                 | —         | MPC                           |
| 268264        | 2005 NS124 | 8 jul 2005  | Kitt Peak     | Spacewatch          | —         | MPC                           |
| 268265        | 2005 OF5   | 28 jul 2005 | Palomar       | NEAT                | —         | MPC                           |
| 268266        | 2005 OJ8   | 26 jul 2005 | Palomar       | NEAT                | —         | MPC                           |
| 268267        | 2005 OQ9   | 27 jul 2005 | Palomar       | NEAT                | —         | MPC                           |
| 268268        | 2005 OJ18  | 30 jul 2005 | Palomar       | NEAT                | —         | MPC                           |
| 268269        | 2005 OB21  | 28 jul 2005 | Palomar       | NEAT                | —         | MPC                           |
| 268270        | 2005 OC22  | 29 jul 2005 | Palomar       | NEAT                | —         | MPC                           |
| 268271        | 2005 OF22  | 29 jul 2005 | Siding Spring | SSS                 | —         | MPC                           |
| 268272        | 2005 OA29  | 30 jul 2005 | Palomar       | NEAT                | —         | MPC                           |
| 268273        | 2005 PA1   | 1 ago 2005  | Siding Spring | SSS                 | —         | MPC                           |
| 268274        | 2005 PH6   | 7 ago 2005  | Reedy Creek   | J. Broughton        | —         | MPC                           |
| 268275        | 2005 PP7   | 4 ago 2005  | Palomar       | NEAT                | —         | MPC                           |
| 268276        | 2005 PA11  | 4 ago 2005  | Palomar       | NEAT                | —         | MPC                           |
| 268277        | 2005 PB22  | 6 ago 2005  | Palomar       | NEAT                | —         | MPC                           |
| 268278        | 2005 PX23  | 8 ago 2005  | Cerro Tololo  | M. W. Buie          | —         | MPC                           |
| 268279        | 2005 QL4   | 24 ago 2005 | Palomar       | NEAT                | —         | MPC                           |
| 268280        | 2005 QG5   | 22 ago 2005 | Palomar       | NEAT                | —         | MPC                           |
| 268281        | 2005 QW8   | 25 ago 2005 | Palomar       | NEAT                | —         | MPC                           |
| 268282        | 2005 QV26  | 27 ago 2005 | Kitt Peak     | Spacewatch          | —         | MPC                           |
| 268283        | 2005 QF29  | 24 ago 2005 | Palomar       | NEAT                | —         | MPC                           |
| 268284        | 2005 QM31  | 22 ago 2005 | Haleakala     | NEAT                | —         | MPC                           |
| 268285        | 2005 QH36  | 25 ago 2005 | Palomar       | NEAT                | —         | MPC                           |
| 268286        | 2005 QE41  | 26 ago 2005 | Anderson Mesa | LONEOS              | —         | MPC                           |
| 268287        | 2005 QW44  | 26 ago 2005 | Palomar       | NEAT                | —         | MPC                           |
| 268288        | 2005 QZ46  | 26 ago 2005 | Palomar       | NEAT                | Mitidika  | MPC                           |
| 268289        | 2005 QH53  | 28 ago 2005 | Kitt Peak     | Spacewatch          | —         | MPC                           |
| 268290        | 2005 QE62  | 26 ago 2005 | Palomar       | NEAT                | —         | MPC                           |
| 268291        | 2005 QX71  | 29 ago 2005 | Anderson Mesa | LONEOS              | —         | MPC                           |
| 268292        | 2005 QN74  | 29 ago 2005 | Anderson Mesa | LONEOS              | —         | MPC                           |
| 268293        | 2005 QW79  | 27 ago 2005 | Siding Spring | SSS                 | —         | MPC                           |
| 268294        | 2005 QE82  | 29 ago 2005 | Anderson Mesa | LONEOS              | —         | MPC                           |
| 268295        | 2005 QJ83  | 29 ago 2005 | Anderson Mesa | LONEOS              | —         | MPC                           |
| 268296        | 2005 QG86  | 30 ago 2005 | Kitt Peak     | Spacewatch          | —         | MPC                           |
| 268297        | 2005 QL87  | 31 ago 2005 | Socorro       | LINEAR              | —         | MPC                           |
| 268298        | 2005 QW88  | 30 ago 2005 | Saint-Véran   | Saint-Véran Obs.    | —         | MPC                           |
| 268299        | 2005 QJ92  | 26 ago 2005 | Anderson Mesa | LONEOS              | Mitidika  | MPC                           |
| 268300        | 2005 QN94  | 27 ago 2005 | Palomar       | NEAT                | —         | MPC                           |

## 268301–268400
| Designação | Designação | Descoberta  | Descoberta    | Descobridor(es)     | Categoria | Mais informações / Referência |
| Permanente | Provisória | Data        | Local         | Descobridor(es)     | Categoria | Mais informações / Referência |
| ---------- | ---------- | ----------- | ------------- | ------------------- | --------- | ----------------------------- |
| 268301     | 2005 QT97  | 27 ago 2005 | Palomar       | NEAT                | —         | MPC                           |
| 268302     | 2005 QT110 | 27 ago 2005 | Palomar       | NEAT                | —         | MPC                           |
| 268303     | 2005 QS111 | 27 ago 2005 | Palomar       | NEAT                | —         | MPC                           |
| 268304     | 2005 QM113 | 27 ago 2005 | Palomar       | NEAT                | —         | MPC                           |
| 268305     | 2005 QV114 | 27 ago 2005 | Palomar       | NEAT                | —         | MPC                           |
| 268306     | 2005 QJ123 | 28 ago 2005 | Kitt Peak     | Spacewatch          | —         | MPC                           |
| 268307     | 2005 QX128 | 28 ago 2005 | Kitt Peak     | Spacewatch          | Mitidika  | MPC                           |
| 268308     | 2005 QS135 | 28 ago 2005 | Kitt Peak     | Spacewatch          | —         | MPC                           |
| 268309     | 2005 QR136 | 28 ago 2005 | Kitt Peak     | Spacewatch          | —         | MPC                           |
| 268310     | 2005 QZ136 | 28 ago 2005 | Kitt Peak     | Spacewatch          | —         | MPC                           |
| 268311     | 2005 QU140 | 29 ago 2005 | Socorro       | LINEAR              | —         | MPC                           |
| 268312     | 2005 QV141 | 30 ago 2005 | Kitt Peak     | Spacewatch          | —         | MPC                           |
| 268313     | 2005 QX146 | 28 ago 2005 | Siding Spring | SSS                 | —         | MPC                           |
| 268314     | 2005 QK152 | 31 ago 2005 | Kitt Peak     | Spacewatch          | —         | MPC                           |
| 268315     | 2005 QQ153 | 27 ago 2005 | Palomar       | NEAT                | —         | MPC                           |
| 268316     | 2005 QV159 | 28 ago 2005 | Anderson Mesa | LONEOS              | —         | MPC                           |
| 268317     | 2005 QO161 | 28 ago 2005 | Siding Spring | SSS                 | —         | MPC                           |
| 268318     | 2005 QX161 | 28 ago 2005 | Siding Spring | SSS                 | —         | MPC                           |
| 268319     | 2005 QR166 | 26 ago 2005 | Palomar       | NEAT                | —         | MPC                           |
| 268320     | 2005 RB30  | 9 set 2005  | Socorro       | LINEAR              | —         | MPC                           |
| 268321     | 2005 RP45  | 1 set 2005  | Kitt Peak     | Spacewatch          | —         | MPC                           |
| 268322     | 2005 RR45  | 9 set 2005  | Apache Point  | A. C. Becker        | Mitidika  | MPC                           |
| 268323     | 2005 SN14  | 25 set 2005 | Catalina      | CSS                 | —         | MPC                           |
| 268324     | 2005 SP17  | 26 set 2005 | Kitt Peak     | Spacewatch          | —         | MPC                           |
| 268325     | 2005 SS23  | 23 set 2005 | Catalina      | CSS                 | —         | MPC                           |
| 268326     | 2005 SE26  | 24 set 2005 | Kitt Peak     | Spacewatch          | —         | MPC                           |
| 268327     | 2005 SU38  | 24 set 2005 | Kitt Peak     | Spacewatch          | —         | MPC                           |
| 268328     | 2005 SG74  | 24 set 2005 | Kitt Peak     | Spacewatch          | —         | MPC                           |
| 268329     | 2005 SH83  | 24 set 2005 | Kitt Peak     | Spacewatch          | —         | MPC                           |
| 268330     | 2005 SX87  | 24 set 2005 | Kitt Peak     | Spacewatch          | —         | MPC                           |
| 268331     | 2005 SL88  | 24 set 2005 | Kitt Peak     | Spacewatch          | —         | MPC                           |
| 268332     | 2005 SM96  | 25 set 2005 | Palomar       | NEAT                | —         | MPC                           |
| 268333     | 2005 SD99  | 25 set 2005 | Kitt Peak     | Spacewatch          | —         | MPC                           |
| 268334     | 2005 SD101 | 25 set 2005 | Kitt Peak     | Spacewatch          | —         | MPC                           |
| 268335     | 2005 SA104 | 25 set 2005 | Palomar       | NEAT                | —         | MPC                           |
| 268336     | 2005 ST114 | 27 set 2005 | Kitt Peak     | Spacewatch          | —         | MPC                           |
| 268337     | 2005 SK133 | 29 set 2005 | Kitt Peak     | Spacewatch          | —         | MPC                           |
| 268338     | 2005 SK150 | 25 set 2005 | Kitt Peak     | Spacewatch          | —         | MPC                           |
| 268339     | 2005 SQ150 | 25 set 2005 | Kitt Peak     | Spacewatch          | —         | MPC                           |
| 268340     | 2005 SF155 | 26 set 2005 | Socorro       | LINEAR              | —         | MPC                           |
| 268341     | 2005 SR162 | 27 set 2005 | Socorro       | LINEAR              | —         | MPC                           |
| 268342     | 2005 SW163 | 27 set 2005 | Palomar       | NEAT                | —         | MPC                           |
| 268343     | 2005 SP176 | 29 set 2005 | Kitt Peak     | Spacewatch          | —         | MPC                           |
| 268344     | 2005 SD178 | 29 set 2005 | Kitt Peak     | Spacewatch          | —         | MPC                           |
| 268345     | 2005 SK212 | 30 set 2005 | Mount Lemmon  | Mount Lemmon Survey | —         | MPC                           |
| 268346     | 2005 SV236 | 29 set 2005 | Kitt Peak     | Spacewatch          | —         | MPC                           |
| 268347     | 2005 SZ244 | 30 set 2005 | Mount Lemmon  | Mount Lemmon Survey | —         | MPC                           |
| 268348     | 2005 SG246 | 30 set 2005 | Mount Lemmon  | Mount Lemmon Survey | —         | MPC                           |
| 268349     | 2005 SU247 | 30 set 2005 | Kitt Peak     | Spacewatch          | —         | MPC                           |
| 268350     | 2005 SS251 | 24 set 2005 | Palomar       | NEAT                | —         | MPC                           |
| 268351     | 2005 SV253 | 22 set 2005 | Palomar       | NEAT                | —         | MPC                           |
| 268352     | 2005 SC256 | 22 set 2005 | Palomar       | NEAT                | —         | MPC                           |
| 268353     | 2005 SS278 | 30 set 2005 | Mount Lemmon  | Mount Lemmon Survey | Mitidika  | MPC                           |
| 268354     | 2005 TX4   | 1 out 2005  | Mount Lemmon  | Mount Lemmon Survey | —         | MPC                           |
| 268355     | 2005 TK7   | 1 out 2005  | Catalina      | CSS                 | —         | MPC                           |
| 268356     | 2005 TR23  | 1 out 2005  | Catalina      | CSS                 | —         | MPC                           |
| 268357     | 2005 TD27  | 1 out 2005  | Mount Lemmon  | Mount Lemmon Survey | —         | MPC                           |
| 268358     | 2005 TH29  | 2 out 2005  | Mount Lemmon  | Mount Lemmon Survey | —         | MPC                           |
| 268359     | 2005 TO29  | 2 out 2005  | Catalina      | CSS                 | —         | MPC                           |
| 268360     | 2005 TG32  | 1 out 2005  | Kitt Peak     | Spacewatch          | —         | MPC                           |
| 268361     | 2005 TD42  | 3 out 2005  | Catalina      | CSS                 | —         | MPC                           |
| 268362     | 2005 TG85  | 3 out 2005  | Kitt Peak     | Spacewatch          | —         | MPC                           |
| 268363     | 2005 TX99  | 7 out 2005  | Socorro       | LINEAR              | —         | MPC                           |
| 268364     | 2005 TS114 | 7 out 2005  | Kitt Peak     | Spacewatch          | —         | MPC                           |
| 268365     | 2005 TB119 | 7 out 2005  | Kitt Peak     | Spacewatch          | —         | MPC                           |
| 268366     | 2005 TD119 | 7 out 2005  | Kitt Peak     | Spacewatch          | —         | MPC                           |
| 268367     | 2005 TO121 | 7 out 2005  | Catalina      | CSS                 | —         | MPC                           |
| 268368     | 2005 TS125 | 7 out 2005  | Kitt Peak     | Spacewatch          | —         | MPC                           |
| 268369     | 2005 TE136 | 6 out 2005  | Kitt Peak     | Spacewatch          | —         | MPC                           |
| 268370     | 2005 TO141 | 8 out 2005  | Kitt Peak     | Spacewatch          | —         | MPC                           |
| 268371     | 2005 TF149 | 8 out 2005  | Kitt Peak     | Spacewatch          | —         | MPC                           |
| 268372     | 2005 TS150 | 8 out 2005  | Kitt Peak     | Spacewatch          | —         | MPC                           |
| 268373     | 2005 TD163 | 9 out 2005  | Kitt Peak     | Spacewatch          | —         | MPC                           |
| 268374     | 2005 TU164 | 9 out 2005  | Kitt Peak     | Spacewatch          | —         | MPC                           |
| 268375     | 2005 TJ165 | 9 out 2005  | Kitt Peak     | Spacewatch          | —         | MPC                           |
| 268376     | 2005 TC180 | 1 out 2005  | Catalina      | CSS                 | —         | MPC                           |
| 268377     | 2005 TP193 | 1 out 2005  | Catalina      | CSS                 | —         | MPC                           |
| 268378     | 2005 UH20  | 22 out 2005 | Catalina      | CSS                 | —         | MPC                           |
| 268379     | 2005 UH21  | 23 out 2005 | Kitt Peak     | Spacewatch          | —         | MPC                           |
| 268380     | 2005 UN23  | 23 out 2005 | Kitt Peak     | Spacewatch          | —         | MPC                           |
| 268381     | 2005 US26  | 23 out 2005 | Catalina      | CSS                 | —         | MPC                           |
| 268382     | 2005 UO50  | 23 out 2005 | Catalina      | CSS                 | —         | MPC                           |
| 268383     | 2005 UU56  | 24 out 2005 | Anderson Mesa | LONEOS              | —         | MPC                           |
| 268384     | 2005 UJ57  | 24 out 2005 | Anderson Mesa | LONEOS              | —         | MPC                           |
| 268385     | 2005 UV60  | 25 out 2005 | Mount Lemmon  | Mount Lemmon Survey | —         | MPC                           |
| 268386     | 2005 UE62  | 25 out 2005 | Mount Lemmon  | Mount Lemmon Survey | —         | MPC                           |
| 268387     | 2005 UW88  | 22 out 2005 | Kitt Peak     | Spacewatch          | —         | MPC                           |
| 268388     | 2005 UK102 | 22 out 2005 | Kitt Peak     | Spacewatch          | —         | MPC                           |
| 268389     | 2005 US123 | 24 out 2005 | Kitt Peak     | Spacewatch          | —         | MPC                           |
| 268390     | 2005 UN129 | 24 out 2005 | Kitt Peak     | Spacewatch          | —         | MPC                           |
| 268391     | 2005 UO133 | 25 out 2005 | Mount Lemmon  | Mount Lemmon Survey | —         | MPC                           |
| 268392     | 2005 UB143 | 25 out 2005 | Mount Lemmon  | Mount Lemmon Survey | —         | MPC                           |
| 268393     | 2005 UU146 | 26 out 2005 | Kitt Peak     | Spacewatch          | —         | MPC                           |
| 268394     | 2005 UJ148 | 26 out 2005 | Kitt Peak     | Spacewatch          | —         | MPC                           |
| 268395     | 2005 UR155 | 26 out 2005 | Palomar       | NEAT                | —         | MPC                           |
| 268396     | 2005 UR156 | 26 out 2005 | Kitt Peak     | Spacewatch          | —         | MPC                           |
| 268397     | 2005 UJ169 | 24 out 2005 | Kitt Peak     | Spacewatch          | —         | MPC                           |
| 268398     | 2005 UG174 | 24 out 2005 | Kitt Peak     | Spacewatch          | —         | MPC                           |
| 268399     | 2005 UW183 | 25 out 2005 | Mount Lemmon  | Mount Lemmon Survey | —         | MPC                           |
| 268400     | 2005 UE193 | 22 out 2005 | Kitt Peak     | Spacewatch          | —         | MPC                           |

## 268401–268500
| Designação | Designação | Descoberta  | Descoberta      | Descobridor(es)      | Categoria | Mais informações / Referência |
| Permanente | Provisória | Data        | Local           | Descobridor(es)      | Categoria | Mais informações / Referência |
| ---------- | ---------- | ----------- | --------------- | -------------------- | --------- | ----------------------------- |
| 268401     | 2005 UV193 | 22 out 2005 | Kitt Peak       | Spacewatch           | Mitidika  | MPC                           |
| 268402     | 2005 UN201 | 25 out 2005 | Kitt Peak       | Spacewatch           | —         | MPC                           |
| 268403     | 2005 UC202 | 25 out 2005 | Kitt Peak       | Spacewatch           | —         | MPC                           |
| 268404     | 2005 UU205 | 26 out 2005 | Kitt Peak       | Spacewatch           | —         | MPC                           |
| 268405     | 2005 UT226 | 25 out 2005 | Kitt Peak       | Spacewatch           | —         | MPC                           |
| 268406     | 2005 UK236 | 25 out 2005 | Kitt Peak       | Spacewatch           | —         | MPC                           |
| 268407     | 2005 UX239 | 25 out 2005 | Kitt Peak       | Spacewatch           | —         | MPC                           |
| 268408     | 2005 UO283 | 26 out 2005 | Kitt Peak       | Spacewatch           | —         | MPC                           |
| 268409     | 2005 UJ293 | 26 out 2005 | Kitt Peak       | Spacewatch           | —         | MPC                           |
| 268410     | 2005 UJ307 | 27 out 2005 | Mount Lemmon    | Mount Lemmon Survey  | —         | MPC                           |
| 268411     | 2005 UP308 | 27 out 2005 | Mount Lemmon    | Mount Lemmon Survey  | —         | MPC                           |
| 268412     | 2005 UN313 | 27 out 2005 | Socorro         | LINEAR               | —         | MPC                           |
| 268413     | 2005 UG314 | 28 out 2005 | Catalina        | CSS                  | —         | MPC                           |
| 268414     | 2005 UR320 | 27 out 2005 | Kitt Peak       | Spacewatch           | —         | MPC                           |
| 268415     | 2005 UV352 | 29 out 2005 | Catalina        | CSS                  | —         | MPC                           |
| 268416     | 2005 UO363 | 27 out 2005 | Kitt Peak       | Spacewatch           | —         | MPC                           |
| 268417     | 2005 UL373 | 27 out 2005 | Kitt Peak       | Spacewatch           | —         | MPC                           |
| 268418     | 2005 UH391 | 30 out 2005 | Mount Lemmon    | Mount Lemmon Survey  | —         | MPC                           |
| 268419     | 2005 UE399 | 30 out 2005 | Mount Lemmon    | Mount Lemmon Survey  | —         | MPC                           |
| 268420     | 2005 UO421 | 27 out 2005 | Mount Lemmon    | Mount Lemmon Survey  | —         | MPC                           |
| 268421     | 2005 UE470 | 30 out 2005 | Kitt Peak       | Spacewatch           | —         | MPC                           |
| 268422     | 2005 UM475 | 22 out 2005 | Kitt Peak       | Spacewatch           | —         | MPC                           |
| 268423     | 2005 UM483 | 22 out 2005 | Catalina        | CSS                  | —         | MPC                           |
| 268424     | 2005 UF484 | 22 out 2005 | Catalina        | CSS                  | —         | MPC                           |
| 268425     | 2005 UB491 | 23 out 2005 | Palomar         | NEAT                 | —         | MPC                           |
| 268426     | 2005 UZ493 | 25 out 2005 | Catalina        | CSS                  | —         | MPC                           |
| 268427     | 2005 UJ506 | 24 out 2005 | Mauna Kea       | D. J. Tholen         | —         | MPC                           |
| 268428     | 2005 UU508 | 24 out 2005 | Kitt Peak       | Spacewatch           | —         | MPC                           |
| 268429     | 2005 UL511 | 27 out 2005 | Mount Lemmon    | Mount Lemmon Survey  | —         | MPC                           |
| 268430     | 2005 UM512 | 30 out 2005 | Kitt Peak       | Spacewatch           | —         | MPC                           |
| 268431     | 2005 VS6   | 6 nov 2005  | Kitt Peak       | Spacewatch           | —         | MPC                           |
| 268432     | 2005 VN25  | 2 nov 2005  | Socorro         | LINEAR               | —         | MPC                           |
| 268433     | 2005 VP42  | 3 nov 2005  | Mount Lemmon    | Mount Lemmon Survey  | —         | MPC                           |
| 268434     | 2005 VG43  | 5 nov 2005  | Catalina        | CSS                  | —         | MPC                           |
| 268435     | 2005 VO43  | 1 nov 2005  | Socorro         | LINEAR               | —         | MPC                           |
| 268436     | 2005 VE53  | 3 nov 2005  | Mount Lemmon    | Mount Lemmon Survey  | —         | MPC                           |
| 268437     | 2005 VO82  | 3 nov 2005  | Kitt Peak       | Spacewatch           | —         | MPC                           |
| 268438     | 2005 VJ89  | 6 nov 2005  | Kitt Peak       | Spacewatch           | —         | MPC                           |
| 268439     | 2005 VH113 | 10 nov 2005 | Catalina        | CSS                  | —         | MPC                           |
| 268440     | 2005 VH124 | 6 nov 2005  | Mount Lemmon    | Mount Lemmon Survey  | —         | MPC                           |
| 268441     | 2005 VH128 | 1 nov 2005  | Apache Point    | A. C. Becker         | —         | MPC                           |
| 268442     | 2005 WK23  | 21 nov 2005 | Kitt Peak       | Spacewatch           | —         | MPC                           |
| 268443     | 2005 WY26  | 21 nov 2005 | Kitt Peak       | Spacewatch           | —         | MPC                           |
| 268444     | 2005 WV28  | 21 nov 2005 | Kitt Peak       | Spacewatch           | —         | MPC                           |
| 268445     | 2005 WU36  | 22 nov 2005 | Kitt Peak       | Spacewatch           | —         | MPC                           |
| 268446     | 2005 WA45  | 22 nov 2005 | Kitt Peak       | Spacewatch           | —         | MPC                           |
| 268447     | 2005 WB46  | 22 nov 2005 | Kitt Peak       | Spacewatch           | —         | MPC                           |
| 268448     | 2005 WB51  | 25 nov 2005 | Kitt Peak       | Spacewatch           | —         | MPC                           |
| 268449     | 2005 WP51  | 25 nov 2005 | Kitt Peak       | Spacewatch           | —         | MPC                           |
| 268450     | 2005 WU51  | 25 nov 2005 | Kitt Peak       | Spacewatch           | —         | MPC                           |
| 268451     | 2005 WU53  | 25 nov 2005 | Mount Lemmon    | Mount Lemmon Survey  | —         | MPC                           |
| 268452     | 2005 WR69  | 26 nov 2005 | Kitt Peak       | Spacewatch           | —         | MPC                           |
| 268453     | 2005 WA72  | 22 nov 2005 | Catalina        | CSS                  | —         | MPC                           |
| 268454     | 2005 WT72  | 25 nov 2005 | Kitt Peak       | Spacewatch           | —         | MPC                           |
| 268455     | 2005 WE85  | 28 nov 2005 | Mount Lemmon    | Mount Lemmon Survey  | —         | MPC                           |
| 268456     | 2005 WR93  | 25 nov 2005 | Catalina        | CSS                  | —         | MPC                           |
| 268457     | 2005 WT93  | 25 nov 2005 | Palomar         | NEAT                 | —         | MPC                           |
| 268458     | 2005 WT111 | 30 nov 2005 | Socorro         | LINEAR               | —         | MPC                           |
| 268459     | 2005 WN117 | 28 nov 2005 | Socorro         | LINEAR               | —         | MPC                           |
| 268460     | 2005 WY120 | 30 nov 2005 | Socorro         | LINEAR               | —         | MPC                           |
| 268461     | 2005 WD156 | 29 nov 2005 | Palomar         | NEAT                 | —         | MPC                           |
| 268462     | 2005 WW165 | 29 nov 2005 | Mount Lemmon    | Mount Lemmon Survey  | —         | MPC                           |
| 268463     | 2005 WS177 | 30 nov 2005 | Kitt Peak       | Spacewatch           | —         | MPC                           |
| 268464     | 2005 WX180 | 22 nov 2005 | Catalina        | CSS                  | —         | MPC                           |
| 268465     | 2005 WG184 | 28 nov 2005 | Catalina        | CSS                  | —         | MPC                           |
| 268466     | 2005 WG190 | 20 nov 2005 | Catalina        | CSS                  | —         | MPC                           |
| 268467     | 2005 WV195 | 25 nov 2005 | Mount Lemmon    | Mount Lemmon Survey  | —         | MPC                           |
| 268468     | 2005 WH205 | 26 nov 2005 | Mount Lemmon    | Mount Lemmon Survey  | —         | MPC                           |
| 268469     | 2005 WU207 | 25 nov 2005 | Mount Lemmon    | Mount Lemmon Survey  | —         | MPC                           |
| 268470     | 2005 XJ6   | 2 dez 2005  | Kitt Peak       | Spacewatch           | —         | MPC                           |
| 268471     | 2005 XC22  | 2 dez 2005  | Socorro         | LINEAR               | —         | MPC                           |
| 268472     | 2005 XK31  | 1 dez 2005  | Kitt Peak       | Spacewatch           | —         | MPC                           |
| 268473     | 2005 XK51  | 2 dez 2005  | Kitt Peak       | Spacewatch           | —         | MPC                           |
| 268474     | 2005 XC52  | 2 dez 2005  | Kitt Peak       | Spacewatch           | —         | MPC                           |
| 268475     | 2005 XN52  | 2 dez 2005  | Kitt Peak       | Spacewatch           | —         | MPC                           |
| 268476     | 2005 XV52  | 2 dez 2005  | Kitt Peak       | Spacewatch           | —         | MPC                           |
| 268477     | 2005 XM59  | 3 dez 2005  | Kitt Peak       | Spacewatch           | —         | MPC                           |
| 268478     | 2005 XV59  | 3 dez 2005  | Kitt Peak       | Spacewatch           | —         | MPC                           |
| 268479     | 2005 XJ61  | 4 dez 2005  | Kitt Peak       | Spacewatch           | —         | MPC                           |
| 268480     | 2005 XN63  | 5 dez 2005  | Mount Lemmon    | Mount Lemmon Survey  | —         | MPC                           |
| 268481     | 2005 XW65  | 7 dez 2005  | Socorro         | LINEAR               | —         | MPC                           |
| 268482     | 2005 XH69  | 6 dez 2005  | Kitt Peak       | Spacewatch           | —         | MPC                           |
| 268483     | 2005 XS72  | 6 dez 2005  | Kitt Peak       | Spacewatch           | —         | MPC                           |
| 268484     | 2005 XZ73  | 6 dez 2005  | Kitt Peak       | Spacewatch           | —         | MPC                           |
| 268485     | 2005 XM76  | 7 dez 2005  | Kitt Peak       | Spacewatch           | —         | MPC                           |
| 268486     | 2005 XX82  | 1 dez 2005  | Anderson Mesa   | LONEOS               | —         | MPC                           |
| 268487     | 2005 XJ84  | 8 dez 2005  | Socorro         | LINEAR               | —         | MPC                           |
| 268488     | 2005 YO    | 20 dez 2005 | Calvin-Rehoboth | Calvin–Rehoboth Obs. | —         | MPC                           |
| 268489     | 2005 YF3   | 22 dez 2005 | Socorro         | LINEAR               | —         | MPC                           |
| 268490     | 2005 YW10  | 21 dez 2005 | Kitt Peak       | Spacewatch           | —         | MPC                           |
| 268491     | 2005 YC16  | 22 dez 2005 | Kitt Peak       | Spacewatch           | —         | MPC                           |
| 268492     | 2005 YE25  | 24 dez 2005 | Kitt Peak       | Spacewatch           | —         | MPC                           |
| 268493     | 2005 YF29  | 24 dez 2005 | Kitt Peak       | Spacewatch           | —         | MPC                           |
| 268494     | 2005 YG43  | 24 dez 2005 | Kitt Peak       | Spacewatch           | —         | MPC                           |
| 268495     | 2005 YO44  | 25 dez 2005 | Kitt Peak       | Spacewatch           | —         | MPC                           |
| 268496     | 2005 YR48  | 22 dez 2005 | Kitt Peak       | Spacewatch           | —         | MPC                           |
| 268497     | 2005 YY56  | 24 dez 2005 | Kitt Peak       | Spacewatch           | —         | MPC                           |
| 268498     | 2005 YC72  | 24 dez 2005 | Kitt Peak       | Spacewatch           | —         | MPC                           |
| 268499     | 2005 YA83  | 24 dez 2005 | Kitt Peak       | Spacewatch           | —         | MPC                           |
| 268500     | 2005 YF86  | 25 dez 2005 | Mount Lemmon    | Mount Lemmon Survey  | —         | MPC                           |

## 268501–268600
| Designação | Designação | Descoberta  | Descoberta    | Descobridor(es)     | Categoria | Mais informações / Referência |
| Permanente | Provisória | Data        | Local         | Descobridor(es)     | Categoria | Mais informações / Referência |
| ---------- | ---------- | ----------- | ------------- | ------------------- | --------- | ----------------------------- |
| 268501     | 2005 YY105 | 25 dez 2005 | Kitt Peak     | Spacewatch          | —         | MPC                           |
| 268502     | 2005 YU110 | 25 dez 2005 | Kitt Peak     | Spacewatch          | —         | MPC                           |
| 268503     | 2005 YA113 | 25 dez 2005 | Mount Lemmon  | Mount Lemmon Survey | —         | MPC                           |
| 268504     | 2005 YM115 | 25 dez 2005 | Kitt Peak     | Spacewatch          | —         | MPC                           |
| 268505     | 2005 YY119 | 27 dez 2005 | Mount Lemmon  | Mount Lemmon Survey | —         | MPC                           |
| 268506     | 2005 YW129 | 24 dez 2005 | Kitt Peak     | Spacewatch          | —         | MPC                           |
| 268507     | 2005 YG132 | 25 dez 2005 | Mount Lemmon  | Mount Lemmon Survey | —         | MPC                           |
| 268508     | 2005 YE135 | 26 dez 2005 | Kitt Peak     | Spacewatch          | —         | MPC                           |
| 268509     | 2005 YP149 | 25 dez 2005 | Kitt Peak     | Spacewatch          | —         | MPC                           |
| 268510     | 2005 YK150 | 25 dez 2005 | Kitt Peak     | Spacewatch          | —         | MPC                           |
| 268511     | 2005 YK153 | 29 dez 2005 | Mount Lemmon  | Mount Lemmon Survey | —         | MPC                           |
| 268512     | 2005 YJ156 | 26 dez 2005 | Mount Lemmon  | Mount Lemmon Survey | —         | MPC                           |
| 268513     | 2005 YB159 | 27 dez 2005 | Kitt Peak     | Spacewatch          | —         | MPC                           |
| 268514     | 2005 YV161 | 27 dez 2005 | Kitt Peak     | Spacewatch          | —         | MPC                           |
| 268515     | 2005 YD178 | 22 dez 2005 | Kitt Peak     | Spacewatch          | —         | MPC                           |
| 268516     | 2005 YR189 | 29 dez 2005 | Kitt Peak     | Spacewatch          | —         | MPC                           |
| 268517     | 2005 YR191 | 30 dez 2005 | Kitt Peak     | Spacewatch          | —         | MPC                           |
| 268518     | 2005 YW196 | 24 dez 2005 | Kitt Peak     | Spacewatch          | —         | MPC                           |
| 268519     | 2005 YR199 | 25 dez 2005 | Mount Lemmon  | Mount Lemmon Survey | —         | MPC                           |
| 268520     | 2005 YR203 | 25 dez 2005 | Mount Lemmon  | Mount Lemmon Survey | —         | MPC                           |
| 268521     | 2005 YE209 | 22 dez 2005 | Catalina      | CSS                 | Eos       | MPC                           |
| 268522     | 2005 YW211 | 28 dez 2005 | Catalina      | CSS                 | —         | MPC                           |
| 268523     | 2005 YF212 | 28 dez 2005 | Catalina      | CSS                 | —         | MPC                           |
| 268524     | 2005 YO220 | 29 dez 2005 | Socorro       | LINEAR              | —         | MPC                           |
| 268525     | 2005 YX221 | 21 dez 2005 | Kitt Peak     | Spacewatch          | —         | MPC                           |
| 268526     | 2005 YZ227 | 25 dez 2005 | Mount Lemmon  | Mount Lemmon Survey | —         | MPC                           |
| 268527     | 2005 YU249 | 28 dez 2005 | Kitt Peak     | Spacewatch          | —         | MPC                           |
| 268528     | 2005 YN254 | 30 dez 2005 | Kitt Peak     | Spacewatch          | —         | MPC                           |
| 268529     | 2005 YY257 | 21 dez 2005 | Kitt Peak     | Spacewatch          | —         | MPC                           |
| 268530     | 2005 YN264 | 25 dez 2005 | Kitt Peak     | Spacewatch          | —         | MPC                           |
| 268531     | 2005 YX274 | 25 dez 2005 | Anderson Mesa | LONEOS              | —         | MPC                           |
| 268532     | 2005 YN282 | 26 dez 2005 | Mount Lemmon  | Mount Lemmon Survey | —         | MPC                           |
| 268533     | 2006 AT19  | 5 jan 2006  | Catalina      | CSS                 | —         | MPC                           |
| 268534     | 2006 AB28  | 5 jan 2006  | Mount Lemmon  | Mount Lemmon Survey | —         | MPC                           |
| 268535     | 2006 AR31  | 5 jan 2006  | Catalina      | CSS                 | —         | MPC                           |
| 268536     | 2006 AW31  | 5 jan 2006  | Catalina      | CSS                 | —         | MPC                           |
| 268537     | 2006 AH33  | 6 jan 2006  | Socorro       | LINEAR              | —         | MPC                           |
| 268538     | 2006 AP36  | 4 jan 2006  | Kitt Peak     | Spacewatch          | —         | MPC                           |
| 268539     | 2006 AL41  | 4 jan 2006  | Kitt Peak     | Spacewatch          | —         | MPC                           |
| 268540     | 2006 AE44  | 7 jan 2006  | Mount Lemmon  | Mount Lemmon Survey | —         | MPC                           |
| 268541     | 2006 AU47  | 7 jan 2006  | Kitt Peak     | Spacewatch          | —         | MPC                           |
| 268542     | 2006 AU48  | 4 jan 2006  | Kitt Peak     | Spacewatch          | —         | MPC                           |
| 268543     | 2006 AT53  | 5 jan 2006  | Kitt Peak     | Spacewatch          | —         | MPC                           |
| 268544     | 2006 AN60  | 5 jan 2006  | Kitt Peak     | Spacewatch          | —         | MPC                           |
| 268545     | 2006 AP60  | 5 jan 2006  | Kitt Peak     | Spacewatch          | —         | MPC                           |
| 268546     | 2006 AD73  | 7 jan 2006  | Mount Lemmon  | Mount Lemmon Survey | —         | MPC                           |
| 268547     | 2006 AD82  | 8 jan 2006  | Mount Lemmon  | Mount Lemmon Survey | —         | MPC                           |
| 268548     | 2006 AT82  | 7 jan 2006  | Socorro       | LINEAR              | —         | MPC                           |
| 268549     | 2006 AU88  | 5 jan 2006  | Mount Lemmon  | Mount Lemmon Survey | —         | MPC                           |
| 268550     | 2006 AV89  | 5 jan 2006  | Kitt Peak     | Spacewatch          | —         | MPC                           |
| 268551     | 2006 AD105 | 8 jan 2006  | Mount Lemmon  | Mount Lemmon Survey | —         | MPC                           |
| 268552     | 2006 BG8   | 22 jan 2006 | Junk Bond     | D. Healy            | —         | MPC                           |
| 268553     | 2006 BN21  | 22 jan 2006 | Mount Lemmon  | Mount Lemmon Survey | —         | MPC                           |
| 268554     | 2006 BQ28  | 22 jan 2006 | Mount Lemmon  | Mount Lemmon Survey | —         | MPC                           |
| 268555     | 2006 BF31  | 20 jan 2006 | Kitt Peak     | Spacewatch          | —         | MPC                           |
| 268556     | 2006 BQ31  | 20 jan 2006 | Kitt Peak     | Spacewatch          | —         | MPC                           |
| 268557     | 2006 BH32  | 20 jan 2006 | Kitt Peak     | Spacewatch          | —         | MPC                           |
| 268558     | 2006 BR33  | 21 jan 2006 | Kitt Peak     | Spacewatch          | —         | MPC                           |
| 268559     | 2006 BH34  | 21 jan 2006 | Kitt Peak     | Spacewatch          | —         | MPC                           |
| 268560     | 2006 BB38  | 23 jan 2006 | Kitt Peak     | Spacewatch          | —         | MPC                           |
| 268561     | 2006 BX38  | 24 jan 2006 | Mount Lemmon  | Mount Lemmon Survey | —         | MPC                           |
| 268562     | 2006 BA40  | 20 jan 2006 | Kitt Peak     | Spacewatch          | —         | MPC                           |
| 268563     | 2006 BK46  | 23 jan 2006 | Mount Lemmon  | Mount Lemmon Survey | —         | MPC                           |
| 268564     | 2006 BY47  | 25 jan 2006 | Kitt Peak     | Spacewatch          | —         | MPC                           |
| 268565     | 2006 BS52  | 25 jan 2006 | Kitt Peak     | Spacewatch          | —         | MPC                           |
| 268566     | 2006 BT59  | 25 jan 2006 | Kitt Peak     | Spacewatch          | —         | MPC                           |
| 268567     | 2006 BX64  | 22 jan 2006 | Mount Lemmon  | Mount Lemmon Survey | Eos       | MPC                           |
| 268568     | 2006 BF66  | 23 jan 2006 | Kitt Peak     | Spacewatch          | —         | MPC                           |
| 268569     | 2006 BN88  | 25 jan 2006 | Kitt Peak     | Spacewatch          | Maria     | MPC                           |
| 268570     | 2006 BZ88  | 25 jan 2006 | Kitt Peak     | Spacewatch          | —         | MPC                           |
| 268571     | 2006 BW90  | 26 jan 2006 | Socorro       | LINEAR              | —         | MPC                           |
| 268572     | 2006 BV92  | 26 jan 2006 | Kitt Peak     | Spacewatch          | Themis    | MPC                           |
| 268573     | 2006 BY97  | 27 jan 2006 | Catalina      | CSS                 | —         | MPC                           |
| 268574     | 2006 BO99  | 20 jan 2006 | Kitt Peak     | Spacewatch          | —         | MPC                           |
| 268575     | 2006 BP102 | 23 jan 2006 | Mount Lemmon  | Mount Lemmon Survey | —         | MPC                           |
| 268576     | 2006 BU102 | 23 jan 2006 | Mount Lemmon  | Mount Lemmon Survey | —         | MPC                           |
| 268577     | 2006 BY102 | 23 jan 2006 | Mount Lemmon  | Mount Lemmon Survey | —         | MPC                           |
| 268578     | 2006 BO116 | 26 jan 2006 | Kitt Peak     | Spacewatch          | —         | MPC                           |
| 268579     | 2006 BY121 | 26 jan 2006 | Kitt Peak     | Spacewatch          | —         | MPC                           |
| 268580     | 2006 BT125 | 26 jan 2006 | Kitt Peak     | Spacewatch          | —         | MPC                           |
| 268581     | 2006 BB126 | 26 jan 2006 | Kitt Peak     | Spacewatch          | —         | MPC                           |
| 268582     | 2006 BD126 | 26 jan 2006 | Kitt Peak     | Spacewatch          | —         | MPC                           |
| 268583     | 2006 BU132 | 26 jan 2006 | Kitt Peak     | Spacewatch          | Themis    | MPC                           |
| 268584     | 2006 BG144 | 23 jan 2006 | Catalina      | CSS                 | —         | MPC                           |
| 268585     | 2006 BR145 | 23 jan 2006 | Catalina      | CSS                 | Juno      | MPC                           |
| 268586     | 2006 BL149 | 23 jan 2006 | Catalina      | CSS                 | —         | MPC                           |
| 268587     | 2006 BM161 | 26 jan 2006 | Kitt Peak     | Spacewatch          | Maria     | MPC                           |
| 268588     | 2006 BS169 | 26 jan 2006 | Mount Lemmon  | Mount Lemmon Survey | —         | MPC                           |
| 268589     | 2006 BC180 | 27 jan 2006 | Mount Lemmon  | Mount Lemmon Survey | —         | MPC                           |
| 268590     | 2006 BB191 | 28 jan 2006 | Mount Lemmon  | Mount Lemmon Survey | —         | MPC                           |
| 268591     | 2006 BM199 | 30 jan 2006 | Kitt Peak     | Spacewatch          | —         | MPC                           |
| 268592     | 2006 BP200 | 31 jan 2006 | Kitt Peak     | Spacewatch          | —         | MPC                           |
| 268593     | 2006 BO206 | 31 jan 2006 | Mount Lemmon  | Mount Lemmon Survey | —         | MPC                           |
| 268594     | 2006 BJ210 | 31 jan 2006 | Catalina      | CSS                 | —         | MPC                           |
| 268595     | 2006 BH221 | 30 jan 2006 | Kitt Peak     | Spacewatch          | —         | MPC                           |
| 268596     | 2006 BG223 | 30 jan 2006 | Kitt Peak     | Spacewatch          | —         | MPC                           |
| 268597     | 2006 BK242 | 31 jan 2006 | Kitt Peak     | Spacewatch          | —         | MPC                           |
| 268598     | 2006 BQ242 | 31 jan 2006 | Kitt Peak     | Spacewatch          | —         | MPC                           |
| 268599     | 2006 BB245 | 31 jan 2006 | Kitt Peak     | Spacewatch          | —         | MPC                           |
| 268600     | 2006 BB247 | 31 jan 2006 | Kitt Peak     | Spacewatch          | —         | MPC                           |

## 268601–268700
| Designação         | Designação | Descoberta  | Descoberta           | Descobridor(es)      | Categoria | Mais informações / Referência |
| Permanente         | Provisória | Data        | Local                | Descobridor(es)      | Categoria | Mais informações / Referência |
| ------------------ | ---------- | ----------- | -------------------- | -------------------- | --------- | ----------------------------- |
| 268601             | 2006 BN247 | 31 jan 2006 | Kitt Peak            | Spacewatch           | —         | MPC                           |
| 268602             | 2006 BA251 | 31 jan 2006 | Mount Lemmon         | Mount Lemmon Survey  | —         | MPC                           |
| 268603             | 2006 BJ253 | 31 jan 2006 | Kitt Peak            | Spacewatch           | —         | MPC                           |
| 268604             | 2006 BO254 | 31 jan 2006 | Kitt Peak            | Spacewatch           | Brangane  | MPC                           |
| 268605             | 2006 BA256 | 31 jan 2006 | Kitt Peak            | Spacewatch           | —         | MPC                           |
| 268606             | 2006 BK256 | 31 jan 2006 | Kitt Peak            | Spacewatch           | —         | MPC                           |
| 268607             | 2006 BJ260 | 31 jan 2006 | Kitt Peak            | Spacewatch           | Eos       | MPC                           |
| 268608             | 2006 BT265 | 31 jan 2006 | Kitt Peak            | Spacewatch           | —         | MPC                           |
| 268609             | 2006 BS266 | 25 jan 2006 | Anderson Mesa        | LONEOS               | —         | MPC                           |
| 268610             | 2006 BR283 | 22 jan 2006 | Mount Lemmon         | Mount Lemmon Survey  | —         | MPC                           |
| 268611             | 2006 CY30  | 2 fev 2006  | Kitt Peak            | Spacewatch           | —         | MPC                           |
| 268612             | 2006 CK42  | 2 fev 2006  | Kitt Peak            | Spacewatch           | —         | MPC                           |
| 268613             | 2006 CZ43  | 2 fev 2006  | Kitt Peak            | Spacewatch           | —         | MPC                           |
| 268614             | 2006 CT46  | 3 fev 2006  | Kitt Peak            | Spacewatch           | —         | MPC                           |
| 268615             | 2006 CG51  | 4 fev 2006  | Kitt Peak            | Spacewatch           | —         | MPC                           |
| 268616             | 2006 CK65  | 2 fev 2006  | Kitt Peak            | Spacewatch           | —         | MPC                           |
| 268617             | 2006 CE67  | 4 fev 2006  | Mount Lemmon         | Mount Lemmon Survey  | —         | MPC                           |
| 268618             | 2006 CF67  | 7 fev 2006  | Mount Lemmon         | Mount Lemmon Survey  | —         | MPC                           |
| 268619             | 2006 CW67  | 7 fev 2006  | Mount Lemmon         | Mount Lemmon Survey  | —         | MPC                           |
| 268620             | 2006 DZ3   | 20 fev 2006 | Catalina             | CSS                  | Brangane  | MPC                           |
| 268621             | 2006 DA6   | 20 fev 2006 | Catalina             | CSS                  | —         | MPC                           |
| 268622             | 2006 DX20  | 20 fev 2006 | Catalina             | CSS                  | —         | MPC                           |
| 268623             | 2006 DT22  | 20 fev 2006 | Kitt Peak            | Spacewatch           | —         | MPC                           |
| 268624             | 2006 DF23  | 20 fev 2006 | Kitt Peak            | Spacewatch           | —         | MPC                           |
| 268625             | 2006 DD24  | 20 fev 2006 | Kitt Peak            | Spacewatch           | —         | MPC                           |
| 268626             | 2006 DS28  | 20 fev 2006 | Kitt Peak            | Spacewatch           | —         | MPC                           |
| 268627             | 2006 DR29  | 20 fev 2006 | Kitt Peak            | Spacewatch           | —         | MPC                           |
| 268628             | 2006 DE30  | 20 fev 2006 | Kitt Peak            | Spacewatch           | —         | MPC                           |
| 268629             | 2006 DK30  | 20 fev 2006 | Kitt Peak            | Spacewatch           | —         | MPC                           |
| 268630             | 2006 DC36  | 20 fev 2006 | Kitt Peak            | Spacewatch           | —         | MPC                           |
| 268631             | 2006 DK46  | 20 fev 2006 | Mount Lemmon         | Mount Lemmon Survey  | —         | MPC                           |
| 268632             | 2006 DG58  | 24 fev 2006 | Mount Lemmon         | Mount Lemmon Survey  | —         | MPC                           |
| 268633             | 2006 DG69  | 20 fev 2006 | Kitt Peak            | Spacewatch           | Brangane  | MPC                           |
| 268634             | 2006 DU88  | 24 fev 2006 | Kitt Peak            | Spacewatch           | —         | MPC                           |
| 268635             | 2006 DG96  | 24 fev 2006 | Kitt Peak            | Spacewatch           | —         | MPC                           |
| 268636             | 2006 DS101 | 25 fev 2006 | Kitt Peak            | Spacewatch           | —         | MPC                           |
| 268637             | 2006 DL106 | 25 fev 2006 | Mount Lemmon         | Mount Lemmon Survey  | —         | MPC                           |
| 268638             | 2006 DW109 | 25 fev 2006 | Mount Lemmon         | Mount Lemmon Survey  | —         | MPC                           |
| 268639             | 2006 DE114 | 27 fev 2006 | Socorro              | LINEAR               | —         | MPC                           |
| 268640             | 2006 DP115 | 27 fev 2006 | Kitt Peak            | Spacewatch           | Eunomia   | MPC                           |
| 268641             | 2006 DR116 | 27 fev 2006 | Catalina             | CSS                  | —         | MPC                           |
| 268642             | 2006 DV119 | 20 fev 2006 | Socorro              | LINEAR               | —         | MPC                           |
| 268643             | 2006 DR126 | 25 fev 2006 | Kitt Peak            | Spacewatch           | Brangane  | MPC                           |
| 268644             | 2006 DA132 | 25 fev 2006 | Kitt Peak            | Spacewatch           | —         | MPC                           |
| 268645             | 2006 DS133 | 25 fev 2006 | Kitt Peak            | Spacewatch           | —         | MPC                           |
| 268646             | 2006 DD141 | 25 fev 2006 | Kitt Peak            | Spacewatch           | —         | MPC                           |
| 268647             | 2006 DS146 | 25 fev 2006 | Kitt Peak            | Spacewatch           | —         | MPC                           |
| 268648             | 2006 DK156 | 27 fev 2006 | Kitt Peak            | Spacewatch           | —         | MPC                           |
| 268649             | 2006 DN175 | 27 fev 2006 | Mount Lemmon         | Mount Lemmon Survey  | Brangane  | MPC                           |
| 268650             | 2006 DC189 | 27 fev 2006 | Kitt Peak            | Spacewatch           | —         | MPC                           |
| 268651             | 2006 DG192 | 27 fev 2006 | Kitt Peak            | Spacewatch           | —         | MPC                           |
| 268652             | 2006 DT203 | 22 fev 2006 | Catalina             | CSS                  | —         | MPC                           |
| 268653             | 2006 DT212 | 23 fev 2006 | Mount Lemmon         | Mount Lemmon Survey  | —         | MPC                           |
| 268654             | 2006 DA215 | 25 fev 2006 | Kitt Peak            | Spacewatch           | Brangane  | MPC                           |
| 268655             | 2006 DW215 | 25 fev 2006 | Mount Lemmon         | Mount Lemmon Survey  | —         | MPC                           |
| 268656             | 2006 DS216 | 20 fev 2006 | Kitt Peak            | Spacewatch           | Ursula    | MPC                           |
| 268657             | 2006 EB2   | 18 out 2003 | Anderson Mesa        | LONEOS               | —         | MPC                           |
| 268658             | 2006 EG6   | 2 mar 2006  | Kitt Peak            | Spacewatch           | —         | MPC                           |
| 268659             | 2006 EL19  | 2 mar 2006  | Kitt Peak            | Spacewatch           | —         | MPC                           |
| 268660             | 2006 EX20  | 3 mar 2006  | Kitt Peak            | Spacewatch           | —         | MPC                           |
| 268661             | 2006 ES22  | 3 mar 2006  | Kitt Peak            | Spacewatch           | —         | MPC                           |
| 268662             | 2006 EW29  | 3 mar 2006  | Kitt Peak            | Spacewatch           | Brangane  | MPC                           |
| 268663             | 2006 EE36  | 3 mar 2006  | Mount Lemmon         | Mount Lemmon Survey  | —         | MPC                           |
| 268664             | 2006 ED43  | 4 mar 2006  | Catalina             | CSS                  | —         | MPC                           |
| 268665             | 2006 EC58  | 5 mar 2006  | Kitt Peak            | Spacewatch           | —         | MPC                           |
| 268666             | 2006 EC60  | 5 mar 2006  | Kitt Peak            | Spacewatch           | —         | MPC                           |
| 268667             | 2006 EQ65  | 5 mar 2006  | Kitt Peak            | Spacewatch           | Brangane  | MPC                           |
| 268668             | 2006 EZ71  | 4 mar 2006  | Kitt Peak            | Spacewatch           | —         | MPC                           |
| 268669 Bunun       | 2006 FA    | 18 mar 2006 | Lulin Observatory    | T.-C. Yang, Q.-z. Ye | —         | MPC                           |
| 268670             | 2006 FS7   | 23 mar 2006 | Kitt Peak            | Spacewatch           | —         | MPC                           |
| 268671             | 2006 FP10  | 21 mar 2006 | Mount Lemmon         | Mount Lemmon Survey  | —         | MPC                           |
| 268672             | 2006 FT14  | 23 mar 2006 | Kitt Peak            | Spacewatch           | —         | MPC                           |
| 268673             | 2006 FF15  | 23 mar 2006 | Catalina             | CSS                  | —         | MPC                           |
| 268674             | 2006 FJ17  | 23 mar 2006 | Mount Lemmon         | Mount Lemmon Survey  | —         | MPC                           |
| 268675             | 2006 FM17  | 23 mar 2006 | Mount Lemmon         | Mount Lemmon Survey  | —         | MPC                           |
| 268676             | 2006 FM31  | 25 mar 2006 | Mount Lemmon         | Mount Lemmon Survey  | —         | MPC                           |
| 268677             | 2006 FO37  | 24 mar 2006 | Siding Spring        | SSS                  | —         | MPC                           |
| 268678             | 2006 FJ38  | 23 mar 2006 | Kitt Peak            | Spacewatch           | —         | MPC                           |
| 268679             | 2006 FQ43  | 23 mar 2006 | Catalina             | CSS                  | —         | MPC                           |
| 268680             | 2006 FM44  | 23 mar 2006 | Mount Lemmon         | Mount Lemmon Survey  | —         | MPC                           |
| 268681             | 2006 FF48  | 24 mar 2006 | Anderson Mesa        | LONEOS               | —         | MPC                           |
| 268682             | 2006 FO50  | 25 mar 2006 | Catalina             | CSS                  | —         | MPC                           |
| 268683             | 2006 FF52  | 26 mar 2006 | Siding Spring        | SSS                  | —         | MPC                           |
| 268684             | 2006 FJ53  | 25 mar 2006 | Kitt Peak            | Spacewatch           | Ursula    | MPC                           |
| 268685             | 2006 FR54  | 26 mar 2006 | Mount Lemmon         | Mount Lemmon Survey  | —         | MPC                           |
| 268686 Elenaaprile | 2006 GW    | 2 abr 2006  | Vallemare di Borbona | V. S. Casulli        | Brangane  | MPC                           |
| 268687             | 2006 GL21  | 2 abr 2006  | Mount Lemmon         | Mount Lemmon Survey  | —         | MPC                           |
| 268688             | 2006 GO23  | 2 abr 2006  | Kitt Peak            | Spacewatch           | —         | MPC                           |
| 268689             | 2006 GO26  | 2 abr 2006  | Kitt Peak            | Spacewatch           | —         | MPC                           |
| 268690             | 2006 GF27  | 2 abr 2006  | Kitt Peak            | Spacewatch           | —         | MPC                           |
| 268691             | 2006 GK31  | 2 abr 2006  | Kitt Peak            | Spacewatch           | Ursula    | MPC                           |
| 268692             | 2006 GZ40  | 7 abr 2006  | Catalina             | CSS                  | —         | MPC                           |
| 268693             | 2006 GN42  | 6 abr 2006  | Catalina             | CSS                  | —         | MPC                           |
| 268694             | 2006 GK46  | 8 abr 2006  | Kitt Peak            | Spacewatch           | —         | MPC                           |
| 268695             | 2006 GO48  | 9 abr 2006  | Kitt Peak            | Spacewatch           | —         | MPC                           |
| 268696             | 2006 GS50  | 1 abr 2006  | Siding Spring        | SSS                  | —         | MPC                           |
| 268697             | 2006 GP51  | 7 abr 2006  | Catalina             | CSS                  | —         | MPC                           |
| 268698             | 2006 GA52  | 7 abr 2006  | Siding Spring        | SSS                  | —         | MPC                           |
| 268699             | 2006 HW4   | 19 abr 2006 | Mount Lemmon         | Mount Lemmon Survey  | —         | MPC                           |
| 268700             | 2006 HP6   | 18 abr 2006 | Anderson Mesa        | LONEOS               | —         | MPC                           |

## 268701–268800
| Designação | Designação | Descoberta  | Descoberta       | Descobridor(es)        | Categoria | Mais informações / Referência |
| Permanente | Provisória | Data        | Local            | Descobridor(es)        | Categoria | Mais informações / Referência |
| ---------- | ---------- | ----------- | ---------------- | ---------------------- | --------- | ----------------------------- |
| 268701     | 2006 HG12  | 19 abr 2006 | Kitt Peak        | Spacewatch             | —         | MPC                           |
| 268702     | 2006 HJ16  | 20 abr 2006 | Kitt Peak        | Spacewatch             | Ursula    | MPC                           |
| 268703     | 2006 HV17  | 20 abr 2006 | Anderson Mesa    | LONEOS                 | —         | MPC                           |
| 268704     | 2006 HZ19  | 19 abr 2006 | Mount Lemmon     | Mount Lemmon Survey    | —         | MPC                           |
| 268705     | 2006 HB21  | 20 abr 2006 | Kitt Peak        | Spacewatch             | —         | MPC                           |
| 268706     | 2006 HD23  | 20 abr 2006 | Kitt Peak        | Spacewatch             | Brangane  | MPC                           |
| 268707     | 2006 HD28  | 20 abr 2006 | Kitt Peak        | Spacewatch             | —         | MPC                           |
| 268708     | 2006 HA32  | 19 abr 2006 | Kitt Peak        | Spacewatch             | —         | MPC                           |
| 268709     | 2006 HM33  | 19 abr 2006 | Mount Lemmon     | Mount Lemmon Survey    | —         | MPC                           |
| 268710     | 2006 HP40  | 21 abr 2006 | Mount Lemmon     | Mount Lemmon Survey    | —         | MPC                           |
| 268711     | 2006 HH44  | 24 abr 2006 | Mount Lemmon     | Mount Lemmon Survey    | Ursula    | MPC                           |
| 268712     | 2006 HF46  | 25 abr 2006 | Catalina         | CSS                    | —         | MPC                           |
| 268713     | 2006 HK47  | 24 abr 2006 | Kitt Peak        | Spacewatch             | —         | MPC                           |
| 268714     | 2006 HN51  | 24 abr 2006 | Reedy Creek      | J. Broughton           | —         | MPC                           |
| 268715     | 2006 HT56  | 19 abr 2006 | Catalina         | CSS                    | —         | MPC                           |
| 268716     | 2006 HL57  | 18 abr 2006 | Catalina         | CSS                    | —         | MPC                           |
| 268717     | 2006 HT60  | 27 abr 2006 | Catalina         | CSS                    | —         | MPC                           |
| 268718     | 2006 HH61  | 24 abr 2006 | Kitt Peak        | Spacewatch             | —         | MPC                           |
| 268719     | 2006 HS70  | 25 abr 2006 | Kitt Peak        | Spacewatch             | —         | MPC                           |
| 268720     | 2006 HX71  | 25 abr 2006 | Kitt Peak        | Spacewatch             | —         | MPC                           |
| 268721     | 2006 HR75  | 25 abr 2006 | Kitt Peak        | Spacewatch             | —         | MPC                           |
| 268722     | 2006 HG85  | 27 abr 2006 | Kitt Peak        | Spacewatch             | —         | MPC                           |
| 268723     | 2006 HP105 | 26 abr 2006 | Anderson Mesa    | LONEOS                 | —         | MPC                           |
| 268724     | 2006 HW114 | 26 abr 2006 | Kitt Peak        | Spacewatch             | —         | MPC                           |
| 268725     | 2006 HQ135 | 26 abr 2006 | Cerro Tololo     | M. W. Buie             | Themis    | MPC                           |
| 268726     | 2006 HV137 | 26 abr 2006 | Cerro Tololo     | M. W. Buie             | —         | MPC                           |
| 268727     | 2006 JK51  | 2 mai 2006  | Kitt Peak        | Spacewatch             | —         | MPC                           |
| 268728     | 2006 JX52  | 6 mai 2006  | Mount Lemmon     | Mount Lemmon Survey    | —         | MPC                           |
| 268729     | 2006 JF56  | 2 mai 2006  | Catalina         | CSS                    | Juno      | MPC                           |
| 268730     | 2006 KU5   | 19 mai 2006 | Mount Lemmon     | Mount Lemmon Survey    | —         | MPC                           |
| 268731     | 2006 KQ6   | 19 mai 2006 | Mount Lemmon     | Mount Lemmon Survey    | —         | MPC                           |
| 268732     | 2006 KZ14  | 20 mai 2006 | Palomar          | NEAT                   | —         | MPC                           |
| 268733     | 2006 KJ17  | 20 mai 2006 | Palomar          | NEAT                   | —         | MPC                           |
| 268734     | 2006 KR37  | 23 mai 2006 | Kitt Peak        | Spacewatch             | —         | MPC                           |
| 268735     | 2006 KY53  | 21 mai 2006 | Kitt Peak        | Spacewatch             | —         | MPC                           |
| 268736     | 2006 KC63  | 23 mai 2006 | Kitt Peak        | Spacewatch             | —         | MPC                           |
| 268737     | 2006 KB73  | 23 mai 2006 | Kitt Peak        | Spacewatch             | —         | MPC                           |
| 268738     | 2006 KQ101 | 26 mai 2006 | Kitt Peak        | Spacewatch             | Juno      | MPC                           |
| 268739     | 2006 KZ104 | 28 mai 2006 | Kitt Peak        | Spacewatch             | —         | MPC                           |
| 268740     | 2006 KF110 | 31 mai 2006 | Mount Lemmon     | Mount Lemmon Survey    | —         | MPC                           |
| 268741     | 2006 KF114 | 24 mai 2006 | Catalina         | CSS                    | —         | MPC                           |
| 268742     | 2006 KT117 | 31 mai 2006 | Mount Lemmon     | Mount Lemmon Survey    | Ursula    | MPC                           |
| 268743     | 2006 LU1   | 5 jun 2006  | Socorro          | LINEAR                 | —         | MPC                           |
| 268744     | 2006 MA2   | 16 jun 2006 | Kitt Peak        | Spacewatch             | Brangane  | MPC                           |
| 268745     | 2006 PN29  | 12 ago 2006 | Palomar          | NEAT                   | —         | MPC                           |
| 268746     | 2006 QS24  | 17 ago 2006 | Palomar          | NEAT                   | —         | MPC                           |
| 268747     | 2006 QK48  | 21 ago 2006 | Socorro          | LINEAR                 | —         | MPC                           |
| 268748     | 2006 QB49  | 21 ago 2006 | Palomar          | NEAT                   | —         | MPC                           |
| 268749     | 2006 QV64  | 27 ago 2006 | Kitt Peak        | Spacewatch             | —         | MPC                           |
| 268750     | 2006 QW65  | 27 ago 2006 | Kitt Peak        | Spacewatch             | —         | MPC                           |
| 268751     | 2006 QM77  | 22 ago 2006 | Palomar          | NEAT                   | —         | MPC                           |
| 268752     | 2006 QX110 | 30 ago 2006 | La Sagra         | Mallorca Obs.          | —         | MPC                           |
| 268753     | 2006 QC137 | 29 ago 2006 | Anderson Mesa    | LONEOS                 | —         | MPC                           |
| 268754     | 2006 QK137 | 31 ago 2006 | Marly            | Naef Obs.              | —         | MPC                           |
| 268755     | 2006 QM142 | 18 ago 2006 | Palomar          | NEAT                   | —         | MPC                           |
| 268756     | 2006 RV22  | 15 set 2006 | Goodricke-Pigott | R. A. Tucker           | —         | MPC                           |
| 268757     | 2006 RT52  | 14 set 2006 | Kitt Peak        | Spacewatch             | —         | MPC                           |
| 268758     | 2006 RL82  | 15 set 2006 | Kitt Peak        | Spacewatch             | —         | MPC                           |
| 268759     | 2006 RY90  | 15 set 2006 | Kitt Peak        | Spacewatch             | —         | MPC                           |
| 268760     | 2006 RO93  | 15 set 2006 | Kitt Peak        | Spacewatch             | —         | MPC                           |
| 268761     | 2006 SN5   | 16 set 2006 | Palomar          | NEAT                   | —         | MPC                           |
| 268762     | 2006 SS61  | 17 set 2006 | Kitt Peak        | Spacewatch             | —         | MPC                           |
| 268763     | 2006 ST61  | 17 set 2006 | Kitt Peak        | Spacewatch             | —         | MPC                           |
| 268764     | 2006 SU95  | 18 set 2006 | Kitt Peak        | Spacewatch             | —         | MPC                           |
| 268765     | 2006 SU118 | 24 set 2006 | Kitt Peak        | Spacewatch             | —         | MPC                           |
| 268766     | 2006 SS185 | 25 set 2006 | Mount Lemmon     | Mount Lemmon Survey    | —         | MPC                           |
| 268767     | 2006 SQ263 | 26 set 2006 | Kitt Peak        | Spacewatch             | —         | MPC                           |
| 268768     | 2006 SS279 | 28 set 2006 | Catalina         | CSS                    | —         | MPC                           |
| 268769     | 2006 SH313 | 27 set 2006 | Kitt Peak        | Spacewatch             | —         | MPC                           |
| 268770     | 2006 SQ325 | 27 set 2006 | Kitt Peak        | Spacewatch             | —         | MPC                           |
| 268771     | 2006 SR327 | 27 set 2006 | Kitt Peak        | Spacewatch             | —         | MPC                           |
| 268772     | 2006 SO344 | 28 set 2006 | Kitt Peak        | Spacewatch             | —         | MPC                           |
| 268773     | 2006 SL363 | 30 set 2006 | Mount Lemmon     | Mount Lemmon Survey    | —         | MPC                           |
| 268774     | 2006 SS364 | 28 set 2006 | Mount Lemmon     | Mount Lemmon Survey    | —         | MPC                           |
| 268775     | 2006 SY387 | 30 set 2006 | Apache Point     | A. C. Becker           | —         | MPC                           |
| 268776     | 2006 TQ13  | 10 out 2006 | Palomar          | NEAT                   | —         | MPC                           |
| 268777     | 2006 TP16  | 11 out 2006 | Kitt Peak        | Spacewatch             | —         | MPC                           |
| 268778     | 2006 TA18  | 11 out 2006 | Kitt Peak        | Spacewatch             | —         | MPC                           |
| 268779     | 2006 TP27  | 12 out 2006 | Kitt Peak        | Spacewatch             | —         | MPC                           |
| 268780     | 2006 TS27  | 12 out 2006 | Kitt Peak        | Spacewatch             | —         | MPC                           |
| 268781     | 2006 TJ46  | 12 out 2006 | Kitt Peak        | Spacewatch             | —         | MPC                           |
| 268782     | 2006 TB49  | 12 out 2006 | Palomar          | NEAT                   | —         | MPC                           |
| 268783     | 2006 TF58  | 13 out 2006 | Kitt Peak        | Spacewatch             | —         | MPC                           |
| 268784     | 2006 TK68  | 11 out 2006 | Palomar          | NEAT                   | —         | MPC                           |
| 268785     | 2006 TP85  | 13 out 2006 | Kitt Peak        | Spacewatch             | —         | MPC                           |
| 268786     | 2006 TZ86  | 13 out 2006 | Kitt Peak        | Spacewatch             | —         | MPC                           |
| 268787     | 2006 TD92  | 13 out 2006 | Kitt Peak        | Spacewatch             | —         | MPC                           |
| 268788     | 2006 TC94  | 15 out 2006 | Kitt Peak        | Spacewatch             | —         | MPC                           |
| 268789     | 2006 TZ94  | 15 out 2006 | San Marcello     | Pistoia Mountains Obs. | —         | MPC                           |
| 268790     | 2006 TH106 | 15 out 2006 | Kitt Peak        | Spacewatch             | —         | MPC                           |
| 268791     | 2006 UO4   | 16 out 2006 | Kitt Peak        | Spacewatch             | —         | MPC                           |
| 268792     | 2006 UO35  | 16 out 2006 | Kitt Peak        | Spacewatch             | —         | MPC                           |
| 268793     | 2006 UJ40  | 16 out 2006 | Kitt Peak        | Spacewatch             | —         | MPC                           |
| 268794     | 2006 UU103 | 18 out 2006 | Kitt Peak        | Spacewatch             | —         | MPC                           |
| 268795     | 2006 UB129 | 19 out 2006 | Kitt Peak        | Spacewatch             | —         | MPC                           |
| 268796     | 2006 UJ141 | 19 out 2006 | Mount Lemmon     | Mount Lemmon Survey    | —         | MPC                           |
| 268797     | 2006 UO177 | 16 out 2006 | Catalina         | CSS                    | —         | MPC                           |
| 268798     | 2006 UC182 | 16 out 2006 | Catalina         | CSS                    | —         | MPC                           |
| 268799     | 2006 UB187 | 19 out 2006 | Catalina         | CSS                    | —         | MPC                           |
| 268800     | 2006 US192 | 19 out 2006 | Catalina         | CSS                    | —         | MPC                           |

## 268801–268900
| Designação | Designação | Descoberta  | Descoberta        | Descobridor(es)     | Categoria | Mais informações / Referência |
| Permanente | Provisória | Data        | Local             | Descobridor(es)     | Categoria | Mais informações / Referência |
| ---------- | ---------- | ----------- | ----------------- | ------------------- | --------- | ----------------------------- |
| 268801     | 2006 UG212 | 23 out 2006 | Kitt Peak         | Spacewatch          | —         | MPC                           |
| 268802     | 2006 US223 | 19 out 2006 | Catalina          | CSS                 | —         | MPC                           |
| 268803     | 2006 UJ233 | 21 out 2006 | Palomar           | NEAT                | —         | MPC                           |
| 268804     | 2006 UF249 | 27 out 2006 | Mount Lemmon      | Mount Lemmon Survey | —         | MPC                           |
| 268805     | 2006 UO265 | 27 out 2006 | Catalina          | CSS                 | —         | MPC                           |
| 268806     | 2006 UZ359 | 22 out 2006 | Kitt Peak         | Spacewatch          | —         | MPC                           |
| 268807     | 2006 VP2   | 3 nov 2006  | Antares           | ARO                 | —         | MPC                           |
| 268808     | 2006 VG4   | 9 nov 2006  | Kitt Peak         | Spacewatch          | —         | MPC                           |
| 268809     | 2006 VV15  | 9 nov 2006  | Kitt Peak         | Spacewatch          | —         | MPC                           |
| 268810     | 2006 VL17  | 9 nov 2006  | Kitt Peak         | Spacewatch          | —         | MPC                           |
| 268811     | 2006 VC21  | 9 nov 2006  | Lulin Observatory | H.-C. Lin, Q.-z. Ye | —         | MPC                           |
| 268812     | 2006 VS27  | 10 nov 2006 | Kitt Peak         | Spacewatch          | —         | MPC                           |
| 268813     | 2006 VO37  | 11 nov 2006 | Catalina          | CSS                 | —         | MPC                           |
| 268814     | 2006 VV45  | 14 nov 2006 | La Sagra          | Mallorca Obs.       | —         | MPC                           |
| 268815     | 2006 VC50  | 10 nov 2006 | Kitt Peak         | Spacewatch          | —         | MPC                           |
| 268816     | 2006 VU60  | 11 nov 2006 | Kitt Peak         | Spacewatch          | —         | MPC                           |
| 268817     | 2006 VQ68  | 11 nov 2006 | Kitt Peak         | Spacewatch          | —         | MPC                           |
| 268818     | 2006 VB70  | 11 nov 2006 | Kitt Peak         | Spacewatch          | —         | MPC                           |
| 268819     | 2006 VH75  | 11 nov 2006 | Kitt Peak         | Spacewatch          | —         | MPC                           |
| 268820     | 2006 VP98  | 11 nov 2006 | Catalina          | CSS                 | Ursula    | MPC                           |
| 268821     | 2006 VT99  | 11 nov 2006 | Catalina          | CSS                 | —         | MPC                           |
| 268822     | 2006 VQ101 | 11 nov 2006 | Kitt Peak         | Spacewatch          | —         | MPC                           |
| 268823     | 2006 VT111 | 13 nov 2006 | Kitt Peak         | Spacewatch          | —         | MPC                           |
| 268824     | 2006 VY111 | 13 nov 2006 | Kitt Peak         | Spacewatch          | —         | MPC                           |
| 268825     | 2006 VP119 | 14 nov 2006 | Kitt Peak         | Spacewatch          | —         | MPC                           |
| 268826     | 2006 VS144 | 15 nov 2006 | Catalina          | CSS                 | —         | MPC                           |
| 268827     | 2006 VF150 | 9 nov 2006  | Palomar           | NEAT                | —         | MPC                           |
| 268828     | 2006 VD172 | 1 nov 2006  | Mount Lemmon      | Mount Lemmon Survey | —         | MPC                           |
| 268829     | 2006 WN10  | 16 nov 2006 | Socorro           | LINEAR              | —         | MPC                           |
| 268830     | 2006 WH11  | 16 nov 2006 | Socorro           | LINEAR              | —         | MPC                           |
| 268831     | 2006 WM34  | 16 nov 2006 | Kitt Peak         | Spacewatch          | —         | MPC                           |
| 268832     | 2006 WL39  | 16 nov 2006 | Kitt Peak         | Spacewatch          | —         | MPC                           |
| 268833     | 2006 WA60  | 17 nov 2006 | Socorro           | LINEAR              | —         | MPC                           |
| 268834     | 2006 WF68  | 17 nov 2006 | Mount Lemmon      | Mount Lemmon Survey | —         | MPC                           |
| 268835     | 2006 WY85  | 18 nov 2006 | Kitt Peak         | Spacewatch          | —         | MPC                           |
| 268836     | 2006 WY100 | 19 nov 2006 | Socorro           | LINEAR              | —         | MPC                           |
| 268837     | 2006 WS102 | 19 nov 2006 | Kitt Peak         | Spacewatch          | —         | MPC                           |
| 268838     | 2006 WR103 | 19 nov 2006 | Kitt Peak         | Spacewatch          | Mitidika  | MPC                           |
| 268839     | 2006 WN109 | 19 nov 2006 | Kitt Peak         | Spacewatch          | —         | MPC                           |
| 268840     | 2006 WF126 | 22 nov 2006 | Catalina          | CSS                 | —         | MPC                           |
| 268841     | 2006 WN127 | 23 nov 2006 | Catalina          | CSS                 | —         | MPC                           |
| 268842     | 2006 WK128 | 26 nov 2006 | 7300 Observatory  | W. K. Y. Yeung      | —         | MPC                           |
| 268843     | 2006 WA153 | 21 nov 2006 | Mount Lemmon      | Mount Lemmon Survey | —         | MPC                           |
| 268844     | 2006 WF158 | 22 nov 2006 | Socorro           | LINEAR              | —         | MPC                           |
| 268845     | 2006 WE174 | 23 nov 2006 | Kitt Peak         | Spacewatch          | —         | MPC                           |
| 268846     | 2006 WX198 | 21 nov 2006 | Mount Lemmon      | Mount Lemmon Survey | —         | MPC                           |
| 268847     | 2006 XZ4   | 12 dez 2006 | Great Shefford    | P. Birtwhistle      | —         | MPC                           |
| 268848     | 2006 XL8   | 9 dez 2006  | Kitt Peak         | Spacewatch          | —         | MPC                           |
| 268849     | 2006 XB15  | 10 dez 2006 | Kitt Peak         | Spacewatch          | —         | MPC                           |
| 268850     | 2006 XE23  | 12 dez 2006 | Socorro           | LINEAR              | —         | MPC                           |
| 268851     | 2006 XF28  | 13 dez 2006 | Kitt Peak         | Spacewatch          | —         | MPC                           |
| 268852     | 2006 XT28  | 13 dez 2006 | Catalina          | CSS                 | —         | MPC                           |
| 268853     | 2006 XX42  | 12 dez 2006 | Mount Lemmon      | Mount Lemmon Survey | Mitidika  | MPC                           |
| 268854     | 2006 XZ47  | 13 dez 2006 | Mount Lemmon      | Mount Lemmon Survey | —         | MPC                           |
| 268855     | 2006 XM49  | 13 dez 2006 | Mount Lemmon      | Mount Lemmon Survey | —         | MPC                           |
| 268856     | 2006 XY59  | 14 dez 2006 | Kitt Peak         | Spacewatch          | —         | MPC                           |
| 268857     | 2006 XC62  | 15 dez 2006 | Kitt Peak         | Spacewatch          | Mitidika  | MPC                           |
| 268858     | 2006 XV64  | 12 dez 2006 | Palomar           | NEAT                | —         | MPC                           |
| 268859     | 2006 XX67  | 12 dez 2006 | Kitt Peak         | Spacewatch          | —         | MPC                           |
| 268860     | 2006 XY68  | 11 dez 2006 | Kitt Peak         | Spacewatch          | —         | MPC                           |
| 268861     | 2006 XC69  | 13 dez 2006 | Catalina          | CSS                 | —         | MPC                           |
| 268862     | 2006 YO2   | 17 dez 2006 | 7300              | W. K. Y. Yeung      | —         | MPC                           |
| 268863     | 2006 YJ6   | 17 dez 2006 | Mount Lemmon      | Mount Lemmon Survey | —         | MPC                           |
| 268864     | 2006 YL17  | 21 dez 2006 | Palomar           | NEAT                | —         | MPC                           |
| 268865     | 2006 YC19  | 24 dez 2006 | Kitt Peak         | Spacewatch          | —         | MPC                           |
| 268866     | 2006 YY34  | 21 dez 2006 | Kitt Peak         | Spacewatch          | —         | MPC                           |
| 268867     | 2006 YL38  | 21 dez 2006 | Kitt Peak         | Spacewatch          | —         | MPC                           |
| 268868     | 2006 YF45  | 21 dez 2006 | Kitt Peak         | Spacewatch          | Mitidika  | MPC                           |
| 268869     | 2006 YN49  | 21 dez 2006 | Mount Lemmon      | Mount Lemmon Survey | —         | MPC                           |
| 268870     | 2006 YC53  | 27 dez 2006 | Mount Lemmon      | Mount Lemmon Survey | —         | MPC                           |
| 268871     | 2007 AB10  | 8 jan 2007  | Mount Lemmon      | Mount Lemmon Survey | —         | MPC                           |
| 268872     | 2007 AJ10  | 9 jan 2007  | Mount Lemmon      | Mount Lemmon Survey | Mitidika  | MPC                           |
| 268873     | 2007 AK11  | 14 jan 2007 | Altschwendt       | W. Ries             | —         | MPC                           |
| 268874     | 2007 AW17  | 14 jan 2007 | Nyukasa           | Mount Nyukasa Stn.  | —         | MPC                           |
| 268875     | 2007 AZ20  | 10 jan 2007 | Mount Lemmon      | Mount Lemmon Survey | —         | MPC                           |
| 268876     | 2007 AU21  | 15 jan 2007 | Anderson Mesa     | LONEOS              | —         | MPC                           |
| 268877     | 2007 AW23  | 10 jan 2007 | Mount Lemmon      | Mount Lemmon Survey | —         | MPC                           |
| 268878     | 2007 AZ23  | 10 jan 2007 | Mount Lemmon      | Mount Lemmon Survey | —         | MPC                           |
| 268879     | 2007 AK25  | 15 jan 2007 | Catalina          | CSS                 | —         | MPC                           |
| 268880     | 2007 AD31  | 10 jan 2007 | Mount Lemmon      | Mount Lemmon Survey | —         | MPC                           |
| 268881     | 2007 BY2   | 20 jan 2007 | Pla D'Arguines    | R. Ferrando         | —         | MPC                           |
| 268882     | 2007 BQ3   | 16 jan 2007 | Socorro           | LINEAR              | —         | MPC                           |
| 268883     | 2007 BN8   | 16 jan 2007 | Socorro           | LINEAR              | Mitidika  | MPC                           |
| 268884     | 2007 BU8   | 17 jan 2007 | Kitt Peak         | Spacewatch          | —         | MPC                           |
| 268885     | 2007 BH10  | 17 jan 2007 | Kitt Peak         | Spacewatch          | —         | MPC                           |
| 268886     | 2007 BV13  | 17 jan 2007 | Kitt Peak         | Spacewatch          | Mitidika  | MPC                           |
| 268887     | 2007 BS18  | 17 jan 2007 | Palomar           | NEAT                | —         | MPC                           |
| 268888     | 2007 BS26  | 24 jan 2007 | Mount Lemmon      | Mount Lemmon Survey | —         | MPC                           |
| 268889     | 2007 BW26  | 24 jan 2007 | Mount Lemmon      | Mount Lemmon Survey | —         | MPC                           |
| 268890     | 2007 BM29  | 24 jan 2007 | Mount Lemmon      | Mount Lemmon Survey | —         | MPC                           |
| 268891     | 2007 BY29  | 24 jan 2007 | Catalina          | CSS                 | —         | MPC                           |
| 268892     | 2007 BD30  | 24 jan 2007 | Catalina          | CSS                 | —         | MPC                           |
| 268893     | 2007 BY31  | 24 jan 2007 | Socorro           | LINEAR              | —         | MPC                           |
| 268894     | 2007 BG40  | 24 jan 2007 | Mount Lemmon      | Mount Lemmon Survey | —         | MPC                           |
| 268895     | 2007 BK41  | 24 jan 2007 | Mount Lemmon      | Mount Lemmon Survey | —         | MPC                           |
| 268896     | 2007 BS41  | 24 jan 2007 | Catalina          | CSS                 | —         | MPC                           |
| 268897     | 2007 BO42  | 24 jan 2007 | Catalina          | CSS                 | —         | MPC                           |
| 268898     | 2007 BT49  | 25 jan 2007 | Kitt Peak         | Spacewatch          | —         | MPC                           |
| 268899     | 2007 BY49  | 26 jan 2007 | Goodricke-Pigott  | R. A. Tucker        | —         | MPC                           |
| 268900     | 2007 BF56  | 24 jan 2007 | Socorro           | LINEAR              | —         | MPC                           |

## 268901–269000
| Designação | Designação | Descoberta  | Descoberta        | Descobridor(es)     | Categoria | Mais informações / Referência |
| Permanente | Provisória | Data        | Local             | Descobridor(es)     | Categoria | Mais informações / Referência |
| ---------- | ---------- | ----------- | ----------------- | ------------------- | --------- | ----------------------------- |
| 268901     | 2007 BA57  | 24 jan 2007 | Socorro           | LINEAR              | —         | MPC                           |
| 268902     | 2007 BH58  | 24 jan 2007 | Mount Lemmon      | Mount Lemmon Survey | —         | MPC                           |
| 268903     | 2007 BQ74  | 17 jan 2007 | Kitt Peak         | Spacewatch          | —         | MPC                           |
| 268904     | 2007 BX77  | 17 jan 2007 | Kitt Peak         | Spacewatch          | —         | MPC                           |
| 268905     | 2007 CP    | 5 fev 2007  | Palomar           | NEAT                | —         | MPC                           |
| 268906     | 2007 CR3   | 6 fev 2007  | Mount Lemmon      | Mount Lemmon Survey | —         | MPC                           |
| 268907     | 2007 CW3   | 6 fev 2007  | Mount Lemmon      | Mount Lemmon Survey | Mitidika  | MPC                           |
| 268908     | 2007 CW6   | 6 fev 2007  | Kitt Peak         | Spacewatch          | —         | MPC                           |
| 268909     | 2007 CQ10  | 6 fev 2007  | Mount Lemmon      | Mount Lemmon Survey | —         | MPC                           |
| 268910     | 2007 CS11  | 6 fev 2007  | Palomar           | NEAT                | —         | MPC                           |
| 268911     | 2007 CO13  | 7 fev 2007  | Catalina          | CSS                 | —         | MPC                           |
| 268912     | 2007 CS15  | 6 fev 2007  | Palomar           | NEAT                | —         | MPC                           |
| 268913     | 2007 CO17  | 8 fev 2007  | Mount Lemmon      | Mount Lemmon Survey | —         | MPC                           |
| 268914     | 2007 CM19  | 5 fev 2007  | Lulin             | H.-C. Lin, Q.-z. Ye | —         | MPC                           |
| 268915     | 2007 CF23  | 7 fev 2007  | Palomar           | NEAT                | —         | MPC                           |
| 268916     | 2007 CB24  | 8 fev 2007  | Kitt Peak         | Spacewatch          | —         | MPC                           |
| 268917     | 2007 CD27  | 8 fev 2007  | Palomar           | NEAT                | —         | MPC                           |
| 268918     | 2007 CW37  | 6 fev 2007  | Mount Lemmon      | Mount Lemmon Survey | —         | MPC                           |
| 268919     | 2007 CO41  | 7 fev 2007  | Mount Lemmon      | Mount Lemmon Survey | —         | MPC                           |
| 268920     | 2007 CH43  | 8 fev 2007  | Palomar           | NEAT                | —         | MPC                           |
| 268921     | 2007 CW44  | 8 fev 2007  | Palomar           | NEAT                | —         | MPC                           |
| 268922     | 2007 CK45  | 8 fev 2007  | Palomar           | NEAT                | —         | MPC                           |
| 268923     | 2007 CT45  | 8 fev 2007  | Palomar           | NEAT                | —         | MPC                           |
| 268924     | 2007 CO51  | 8 fev 2007  | Palomar           | NEAT                | Mitidika  | MPC                           |
| 268925     | 2007 CP51  | 8 fev 2007  | Palomar           | NEAT                | —         | MPC                           |
| 268926     | 2007 CA56  | 13 fev 2007 | Socorro           | LINEAR              | —         | MPC                           |
| 268927     | 2007 DR1   | 16 fev 2007 | Mount Lemmon      | Mount Lemmon Survey | —         | MPC                           |
| 268928     | 2007 DE4   | 16 fev 2007 | Mount Lemmon      | Mount Lemmon Survey | —         | MPC                           |
| 268929     | 2007 DA9   | 17 fev 2007 | Kitt Peak         | Spacewatch          | —         | MPC                           |
| 268930     | 2007 DT9   | 17 fev 2007 | Socorro           | LINEAR              | —         | MPC                           |
| 268931     | 2007 DE10  | 17 fev 2007 | Kitt Peak         | Spacewatch          | —         | MPC                           |
| 268932     | 2007 DJ10  | 17 fev 2007 | Kitt Peak         | Spacewatch          | Meliboea  | MPC                           |
| 268933     | 2007 DT13  | 17 fev 2007 | Kitt Peak         | Spacewatch          | —         | MPC                           |
| 268934     | 2007 DX13  | 17 fev 2007 | Kitt Peak         | Spacewatch          | —         | MPC                           |
| 268935     | 2007 DW20  | 17 fev 2007 | Kitt Peak         | Spacewatch          | —         | MPC                           |
| 268936     | 2007 DV21  | 17 fev 2007 | Kitt Peak         | Spacewatch          | —         | MPC                           |
| 268937     | 2007 DX23  | 17 fev 2007 | Kitt Peak         | Spacewatch          | —         | MPC                           |
| 268938     | 2007 DD27  | 17 fev 2007 | Kitt Peak         | Spacewatch          | Phocaea   | MPC                           |
| 268939     | 2007 DC28  | 17 fev 2007 | Kitt Peak         | Spacewatch          | —         | MPC                           |
| 268940     | 2007 DS28  | 17 fev 2007 | Kitt Peak         | Spacewatch          | —         | MPC                           |
| 268941     | 2007 DN33  | 17 fev 2007 | Kitt Peak         | Spacewatch          | —         | MPC                           |
| 268942     | 2007 DE37  | 17 fev 2007 | Kitt Peak         | Spacewatch          | —         | MPC                           |
| 268943     | 2007 DF38  | 17 fev 2007 | Kitt Peak         | Spacewatch          | —         | MPC                           |
| 268944     | 2007 DH39  | 17 fev 2007 | Kitt Peak         | Spacewatch          | —         | MPC                           |
| 268945     | 2007 DR42  | 17 fev 2007 | Mount Lemmon      | Mount Lemmon Survey | —         | MPC                           |
| 268946     | 2007 DQ44  | 17 fev 2007 | Palomar           | NEAT                | —         | MPC                           |
| 268947     | 2007 DU44  | 17 fev 2007 | Catalina          | CSS                 | —         | MPC                           |
| 268948     | 2007 DS46  | 21 fev 2007 | Mount Lemmon      | Mount Lemmon Survey | —         | MPC                           |
| 268949     | 2007 DZ49  | 16 fev 2007 | Palomar           | NEAT                | Mitidika  | MPC                           |
| 268950     | 2007 DJ51  | 17 fev 2007 | Catalina          | CSS                 | —         | MPC                           |
| 268951     | 2007 DW53  | 19 fev 2007 | Mount Lemmon      | Mount Lemmon Survey | —         | MPC                           |
| 268952     | 2007 DG55  | 21 fev 2007 | Socorro           | LINEAR              | —         | MPC                           |
| 268953     | 2007 DL74  | 21 fev 2007 | Mount Lemmon      | Mount Lemmon Survey | —         | MPC                           |
| 268954     | 2007 DU76  | 22 fev 2007 | Anderson Mesa     | LONEOS              | —         | MPC                           |
| 268955     | 2007 DS77  | 22 fev 2007 | Socorro           | LINEAR              | —         | MPC                           |
| 268956     | 2007 DU78  | 23 fev 2007 | Kitt Peak         | Spacewatch          | —         | MPC                           |
| 268957     | 2007 DQ94  | 23 fev 2007 | Kitt Peak         | Spacewatch          | —         | MPC                           |
| 268958     | 2007 DD98  | 25 fev 2007 | Mount Lemmon      | Mount Lemmon Survey | —         | MPC                           |
| 268959     | 2007 DG98  | 25 fev 2007 | Mount Lemmon      | Mount Lemmon Survey | —         | MPC                           |
| 268960     | 2007 DV105 | 20 fev 2007 | Lulin Observatory | LUSS                | —         | MPC                           |
| 268961     | 2007 DR109 | 17 fev 2007 | Mount Lemmon      | Mount Lemmon Survey | —         | MPC                           |
| 268962     | 2007 EL6   | 9 mar 2007  | Mount Lemmon      | Mount Lemmon Survey | —         | MPC                           |
| 268963     | 2007 EP11  | 9 mar 2007  | Nashville         | R. Clingan          | —         | MPC                           |
| 268964     | 2007 EB16  | 9 mar 2007  | Mount Lemmon      | Mount Lemmon Survey | —         | MPC                           |
| 268965     | 2007 EL17  | 9 mar 2007  | Mount Lemmon      | Mount Lemmon Survey | —         | MPC                           |
| 268966     | 2007 EJ18  | 9 mar 2007  | Kitt Peak         | Spacewatch          | —         | MPC                           |
| 268967     | 2007 EY20  | 10 mar 2007 | Kitt Peak         | Spacewatch          | —         | MPC                           |
| 268968     | 2007 EY23  | 10 mar 2007 | Mount Lemmon      | Mount Lemmon Survey | —         | MPC                           |
| 268969     | 2007 EZ24  | 10 mar 2007 | Mount Lemmon      | Mount Lemmon Survey | —         | MPC                           |
| 268970     | 2007 EC25  | 10 mar 2007 | Mount Lemmon      | Mount Lemmon Survey | Brangane  | MPC                           |
| 268971     | 2007 ED28  | 31 mar 2003 | Kitt Peak         | Spacewatch          | —         | MPC                           |
| 268972     | 2007 EQ31  | 10 mar 2007 | Kitt Peak         | Spacewatch          | —         | MPC                           |
| 268973     | 2007 EZ31  | 10 mar 2007 | Kitt Peak         | Spacewatch          | —         | MPC                           |
| 268974     | 2007 EQ40  | 9 mar 2007  | Kitt Peak         | Spacewatch          | —         | MPC                           |
| 268975     | 2007 EK42  | 9 mar 2007  | Kitt Peak         | Spacewatch          | —         | MPC                           |
| 268976     | 2007 EG45  | 9 mar 2007  | Kitt Peak         | Spacewatch          | —         | MPC                           |
| 268977     | 2007 EM52  | 11 mar 2007 | Catalina          | CSS                 | —         | MPC                           |
| 268978     | 2007 EW53  | 11 mar 2007 | Mount Lemmon      | Mount Lemmon Survey | —         | MPC                           |
| 268979     | 2007 EG54  | 11 mar 2007 | Mount Lemmon      | Mount Lemmon Survey | —         | MPC                           |
| 268980     | 2007 EF65  | 10 mar 2007 | Kitt Peak         | Spacewatch          | —         | MPC                           |
| 268981     | 2007 EU67  | 10 mar 2007 | Kitt Peak         | Spacewatch          | —         | MPC                           |
| 268982     | 2007 EK69  | 10 mar 2007 | Kitt Peak         | Spacewatch          | —         | MPC                           |
| 268983     | 2007 EO70  | 10 mar 2007 | Kitt Peak         | Spacewatch          | —         | MPC                           |
| 268984     | 2007 EY78  | 10 mar 2007 | Palomar           | NEAT                | —         | MPC                           |
| 268985     | 2007 EH80  | 10 mar 2007 | Mount Lemmon      | Mount Lemmon Survey | —         | MPC                           |
| 268986     | 2007 EC83  | 12 mar 2007 | Kitt Peak         | Spacewatch          | —         | MPC                           |
| 268987     | 2007 EG87  | 13 mar 2007 | Mount Lemmon      | Mount Lemmon Survey | —         | MPC                           |
| 268988     | 2007 EC89  | 9 mar 2007  | Kitt Peak         | Spacewatch          | —         | MPC                           |
| 268989     | 2007 EM90  | 9 mar 2007  | Mount Lemmon      | Mount Lemmon Survey | —         | MPC                           |
| 268990     | 2007 EG91  | 9 mar 2007  | Catalina          | CSS                 | —         | MPC                           |
| 268991     | 2007 EE98  | 7 abr 2003  | Kitt Peak         | Spacewatch          | —         | MPC                           |
| 268992     | 2007 EZ98  | 11 mar 2007 | Kitt Peak         | Spacewatch          | —         | MPC                           |
| 268993     | 2007 ED101 | 11 mar 2007 | Kitt Peak         | Spacewatch          | —         | MPC                           |
| 268994     | 2007 EE101 | 11 mar 2007 | Kitt Peak         | Spacewatch          | —         | MPC                           |
| 268995     | 2007 ER101 | 11 mar 2007 | Kitt Peak         | Spacewatch          | —         | MPC                           |
| 268996     | 2007 EG105 | 11 mar 2007 | Mount Lemmon      | Mount Lemmon Survey | —         | MPC                           |
| 268997     | 2007 EJ105 | 11 mar 2007 | Mount Lemmon      | Mount Lemmon Survey | —         | MPC                           |
| 268998     | 2007 ES108 | 11 mar 2007 | Kitt Peak         | Spacewatch          | —         | MPC                           |
| 268999     | 2007 EL109 | 11 mar 2007 | Kitt Peak         | Spacewatch          | —         | MPC                           |
| 269000     | 2007 EL113 | 12 mar 2007 | Kitt Peak         | Spacewatch          | —         | MPC                           |